# Hans Holbein il Giovane
Hans Holbein il Giovane (Augusta, 1497 o 1498 – Londra, tra il 7 ottobre e il 29 novembre 1543) è stato un pittore e incisore svizzero, che dipinse dapprima a Basilea e poi in Inghilterra alla corte di Enrico VIII.
Fu pittore di soggetti religiosi, satirici e noto ritrattista nonché campione dell'arte della riforma protestante, anche se il suo rapporto con la religione fu molto ambiguo. Diede anche un contributo significativo alla storia delle illustrazioni dei libri. È definito "il Giovane" per distinguerlo dal padre, Hans Holbein il Vecchio.
Holbein nacque ad Augusta, ma da giovane lavorò prevalentemente a Basilea (Vecchia Confederazione svizzera). In un primo momento, si dedicò agli affreschi e alle opere di carattere religioso, disegnò vetrate istoriate e stampò libri. Occasionalmente fece anche dei ritratti, acquisendo notevole fama in particolare con quello dell'umanista Erasmo da Rotterdam. Quando la Riforma protestante raggiunse Basilea, Holbein lavorò per clienti riformati continuando nel contempo a servire i propri patroni religiosi tradizionali. Il suo stile tardogotico venne arricchito da ispirazioni dall'Italia, dalla Francia, dai Paesi Bassi ed elementi dell'umanesimo creandosi uno stile personale.
Nel 1526 Holbein andò in Inghilterra in cerca di lavoro, su raccomandazione di Erasmo. Accolto nel circolo umanista di Tommaso Moro, in breve tempo ottenne un'ottima reputazione. Tornò a Basilea quattro anni dopo, per poi fare ritorno in Inghilterra nel 1532 sotto l'alto patronato di Anna Bolena e di Thomas Cromwell. Dal 1535 fu pittore di re Enrico VIII d'Inghilterra e realizzò dei suoi ritratti oltre a disegni di gioielli, piatti e altri oggetti preziosi. I suoi ritratti della famiglia reale e dei nobili inglesi ben si adattavano agli anni in cui Enrico VIII stava stabilendo la supremazia della Chiesa d'Inghilterra nel suo regno.
L'arte di Holbein venne apprezzata sin dall'inizio. Il poeta e riformatore francese Nicolas Bourbon (il vecchio) lo definì «l'Apelle dei nostri tempi». Holbein venne descritto anche come il grande "solitario" della storia dell'arte, dal momento che malgrado la sua bravura non fondò mai una scuola. Alcune sue opere andarono perdute dopo la sua morte, ma le moltissime sue opere conservate ci mostrano la sua estrema versatilità.
L'arte di Holbein è stata talvolta definita come realistica dal momento che disegnò e dipinse sempre con una precisione rara a trovarsi. Le sue opere appaiono piene di simbolismi, allusioni e paradossi che nella storia dell'arte hanno incrementato ancor più l'interesse sulla sua figura di artista. Secondo lo storico dell'arte Ellis Waterhouse, la sua ritrattistica «rimane ancora oggi inviolata per la capacità di penetrare nel personaggio, combinando ricchezza e purezza di stile».
Gli viene anche dedicata una canzone all'interno del musical Six: Haus of Holbein, quinto brano dell'album.

## Biografia

### I primi anni

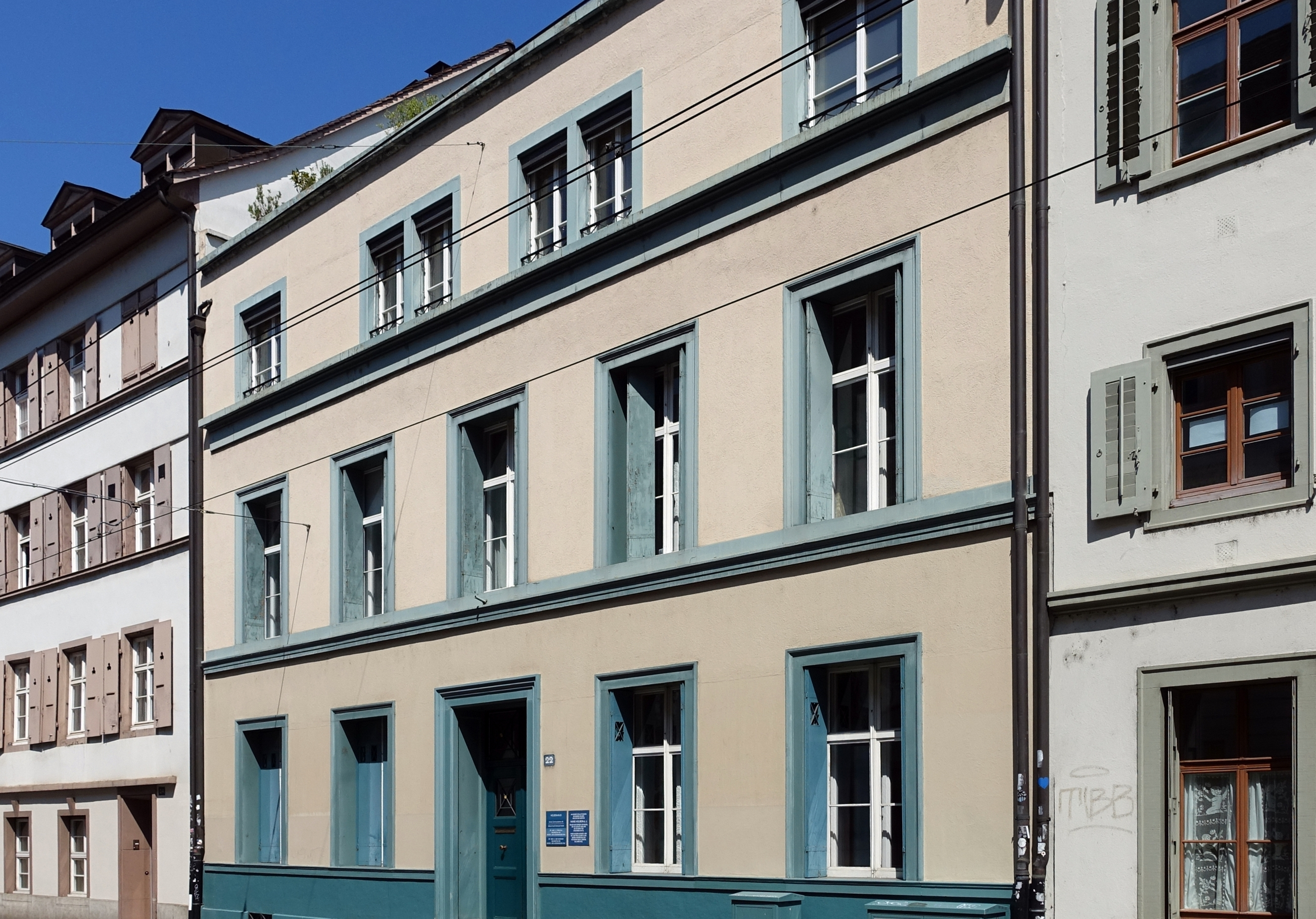
Residenza di Hans Holbein durante il suo tempo a Basilea in Svizzera.

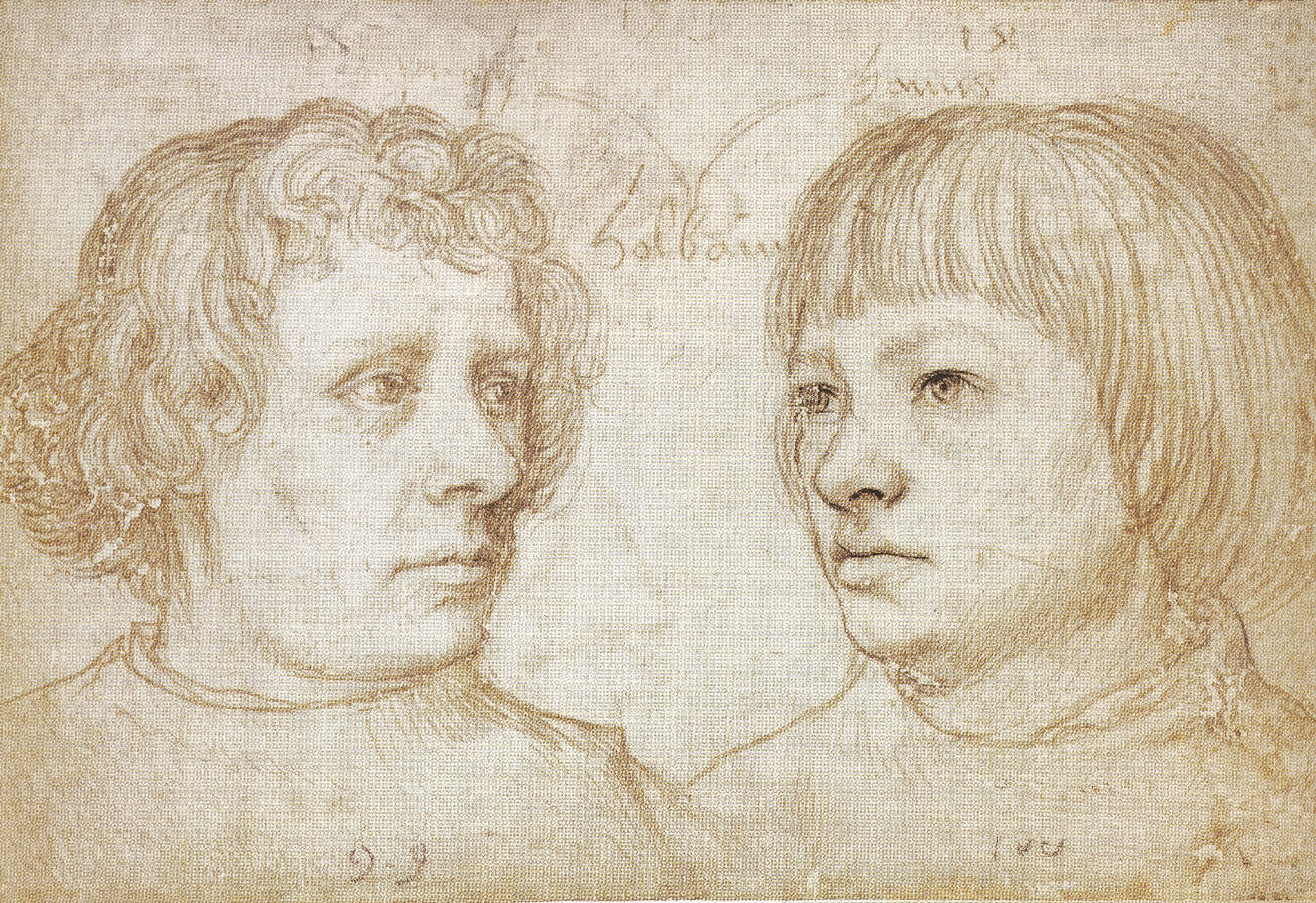
Hans (a destra) e Ambrosius Holbein, ritratto di Hans Holbein il Vecchio, 1511. Punta d'argento su carta, Staatliche Museen zu Berlin

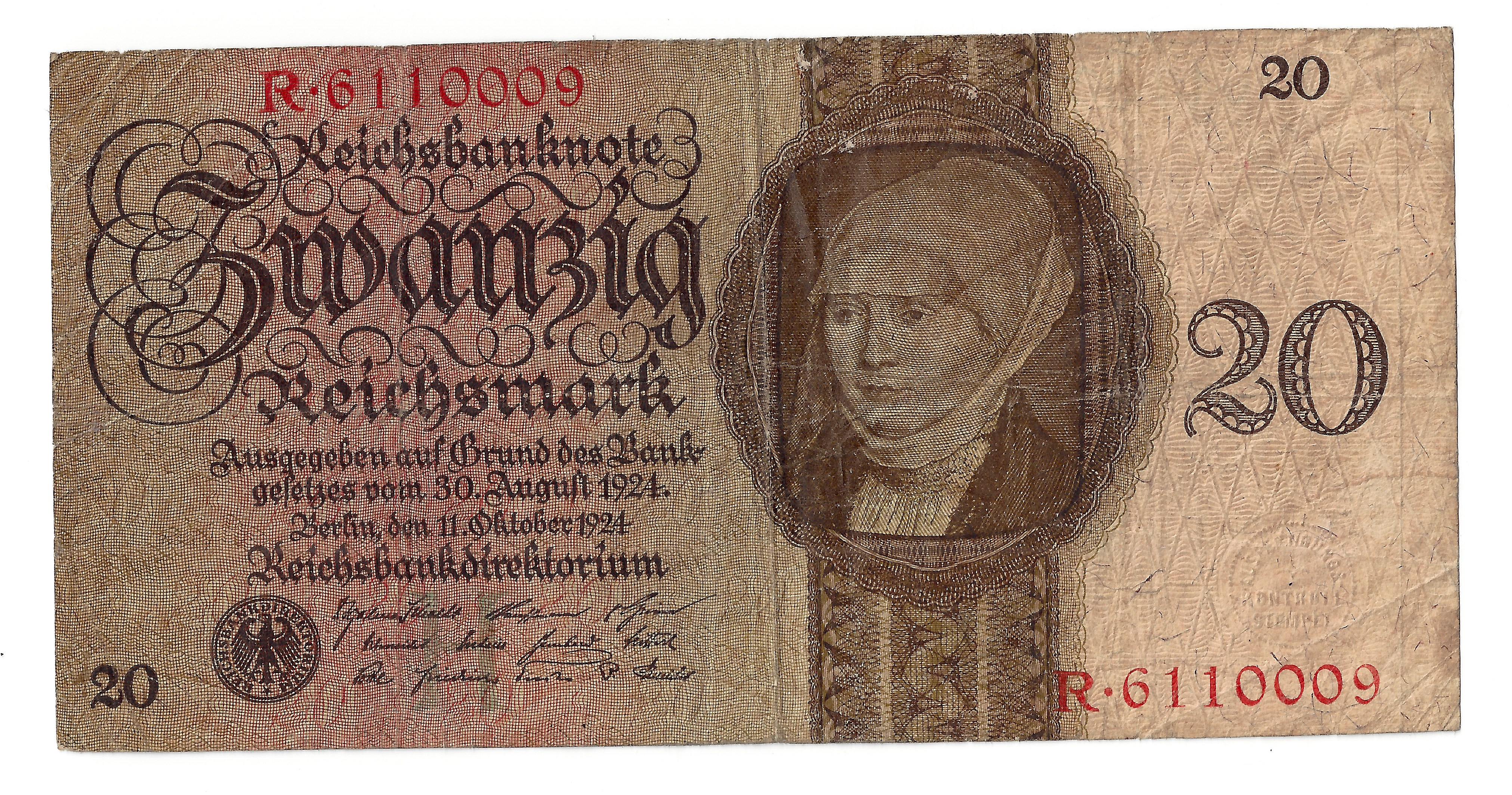
Ritratto di Holbein del 1519 di sua moglie Elsbeth Binsenstock su una banconota tedesca da 20 marchi

Holbein nacque nella città libera dell'Impero di Augusta durante l'inverno del 1497–98. Figlio del pittore e droghiere Hans Holbein il Vecchio, aveva un fratello maggiore, Ambrosius. Holbein il Vecchio conduceva la propria attività ad Augusta, talvolta assistito dal fratello Sigmund, anch'egli pittore.
Nel 1515 Hans e Ambrosius si trasferirono come allievi pittori a Basilea, noto centro di studi e di stampa. Qui i due studiarono presso Hans Herbster, il principale pittore della città. Qui i fratelli trovarono lavoro come disegnatori per incisori per xilografie e metallografie. Nel 1515 il predicatore e teologo Oswald Myconius li invitò ad aggiungere dei disegni a penna alla copia dell'Elogio della follia dell'umanista Erasmo da Rotterdam. Questi schizzi sono il primo contatto tra Holbein e l'umanesimo. Tra gli altri suoi lavori di questo periodo, spiccano il doppio ritratto del sindaco di Basilea, Jakob Meyer zum Hasen e di sua moglie Dorothea, che seguono sostanzialmente lo stile di suo padre.
Il giovane Holbein, assieme al fratello e al padre, è raffigurato nel pannello di sinistra del trittico d'altare per la Basilica di San Paolo dipinto nel 1504 da Holbein il Vecchio, oggi in mostra presso la Staatsgalerie di Augusta.
Nel 1517 padre e figlio iniziarono un progetto a Lucerna, dipingendo affreschi interni ed esterni per il mercante Jakob von Hertenstein. Mentre si trovavano a Lucerna, gli Holbein disegnarono anche dei cartoni per delle vetrate istoriate. I registri della città indicano che il 10 dicembre 1517, Hans venne multato di cinque lire per essere stato coinvolto in una lite per strada, essendo venuto alle mani con un orefice di nome Caspar, il quale venne multato della medesima somma. Quell'inverno Holbein probabilmente visitò l'Italia settentrionale, anche se non vi sono prove al riguardo. Molti studiosi ritengono che in quell'occasione abbia studiato affresco alla scuola di Andrea Mantegna prima di fare ritorno a Lucerna. Realizzò due serie di pannelli per la casa di Hertenstein con copie di opere del Mantegna, tra cui il Trionfo di Cesare. Secondo altre fonti andò anche a Como, dove giunse attorno al 1518. In Italia prese spunti soprattutto dall'arte lombarda, dal Bramante al Bramantino, passando per il Cenacolo di Leonardo, le cui influenze si concretizzarono nella tavola Cena del 1522.

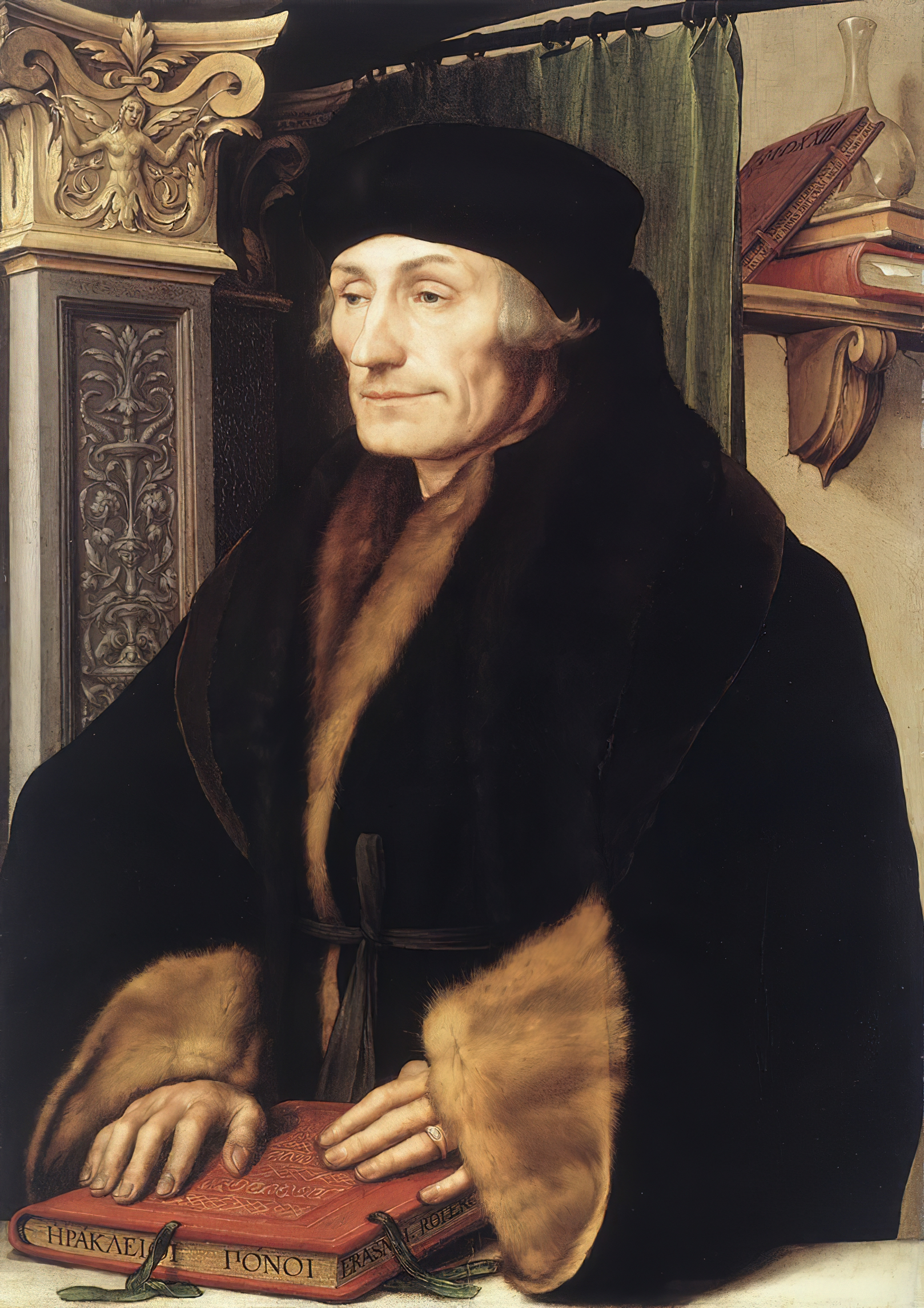
Ritratto di Erasmo da Rotterdam, 1523. Olio e tempera su tavola, National Gallery, Londra, proveniente dalla collezione del Castello di Longford

Nel 1519 Holbein tornò a Basilea. Suo fratello risulta assente dalle cronache dell'epoca, il che fa presumere che nel frattempo fosse morto. Si ristabilì in città allestendo un laboratorio. Si iscrisse alla locale gilda dei pittori e prese la cittadinanza. Sposò Elsbeth Binsenstock-Schmid, vedova più anziana di lui, che aveva un figlio, Franz, la quale dirigeva una fabbrica di conciatura delle pelli ereditata dal defunto marito. Durante il loro primo anno di matrimonio nacque Philipp.
Con dell'arrivo del luteranesimo fu artista prolifico  e portò avanti una serie di progetti come degli affreschi esterni per La casa della danza e affreschi interni per la Camera di Consiglio del municipio cittadino. I primi si conoscono oggi solo in forma di disegni preparatori, mentre i disegni della Camera di Consiglio sopravvivono oggi sotto forma di piccoli frammenti mal conservati. Holbein produsse inoltre una sere di dipinti a soggetto religioso e disegnò cartoni per vetrate istoriate.
In un periodo di rivoluzione nell'arte del disegno per libri, illustrò per l'editore Johann Froben. Le sue xilografie in questo periodo comprendono la Danza della Morte, le Icone (illustrazioni dell'Antico Testamento) e la pagina iniziale della Bibbia di Martin Lutero.
Occasionalmente Holbein realizzò anche dei ritratti, tra i quali vi è il doppio ritratto di Jakob e Dorothea Meyer e nel 1519 quello del giovane accademico Boniface Amerbach. Secondo lo storico dell'arte Paul Ganz, il ritratto di Amerbach è il primo realizzato con uno stile proprio, in particolare per l'uso dei colori. Per Meyer realizzò una pala d'altare con la Madonna, i donatori, la prima moglie e la figlia. Nel 1523 Holbein dipinse il primo dei suoi ritratti dell'umanista Erasmo, il quale ne fece fare poi delle copie da inviare ai suoi amici e ammiratori in Europa. Questi dipinti fecero di Holbein un artista internazionale. Holbein visitò la Francia nel 1524, probabilmente in cerca di lavoro alla corte di Francesco I. Quando invece decise di cercare lavoro in Inghilterra nel 1526, Erasmo lo raccomandò all'amico Tommaso Moro. "Le arti sono raggelate in questa parte del mondo" scriveva Holbein "e mi sto portando in Inghilterra a raccogliere qualche angelo".

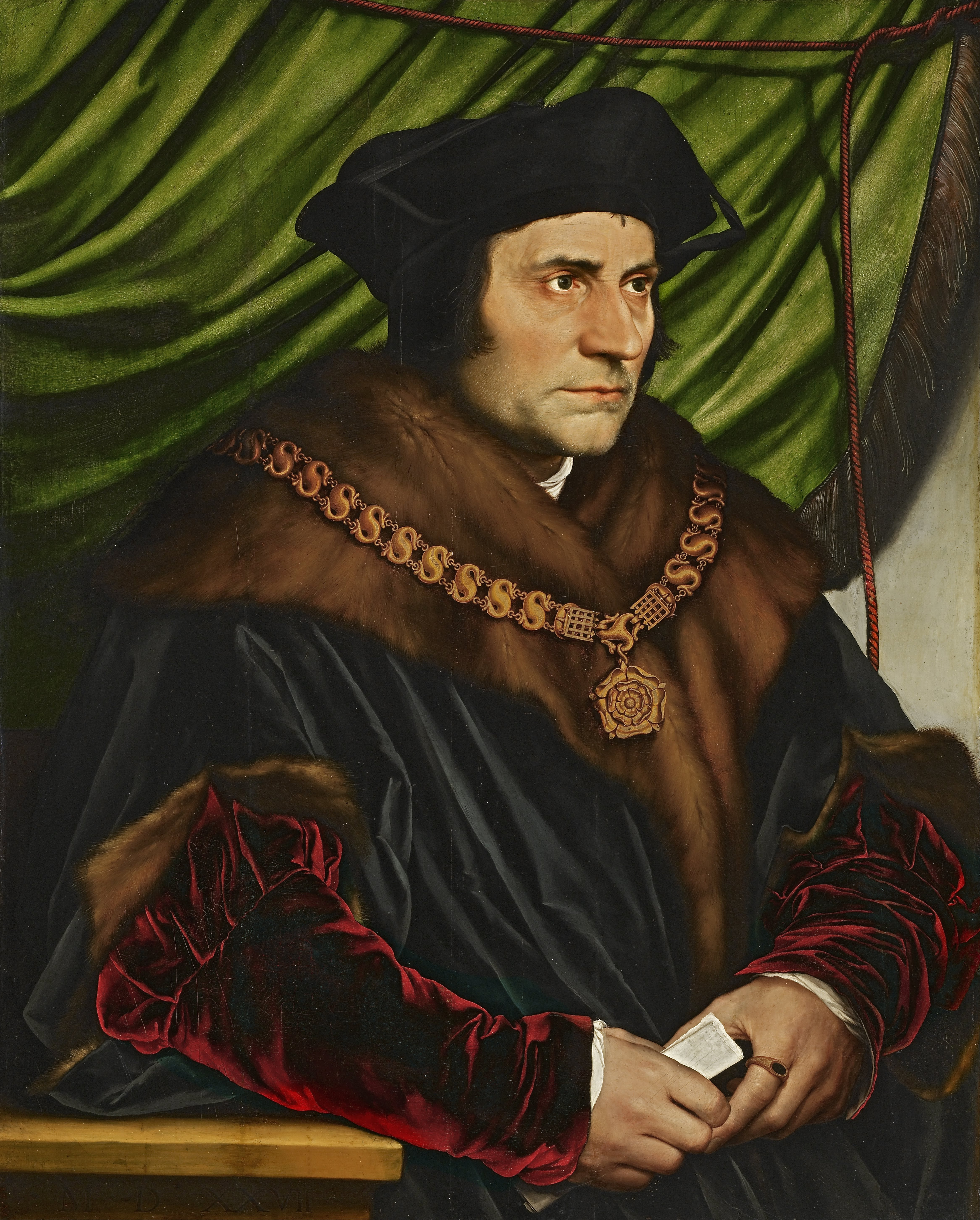
Ritratto di Sir Thomas More, 1527. Olio e tempera su tavola di quercia, Frick Collection, New York City

### In Inghilterra, 1526–1528
Holbein durante una visita alla città olandese di Anversa, dove si era recato per comprare alcuni pannelli di quercia, incontrò il pittore Quentin Massys. Su invito di sir Tommaso Moro venne accolto in Inghilterra e fu proprio il potente uomo di stato che gli procurò alcune commissioni. "Il vostro pittore, mio caro Erasmo", scriveva, "è un artista meraviglioso". Holbein dipinse il famoso Ritratto di Sir Thomas More e un altro con Moro e la sua famiglia. Il ritratto di gruppo, originale nella sua concezione, è noto solo per suoi schizzi preparatori e in copie fatte da altri. Secondo lo storico dell'arte Andreas Beyer, fu quello "il preludio di un genere che divenne molto popolare nella pittura olandese del XVII secolo". Sono giunti sino a noi anche suoi sette studi della famiglia More.
Durante il suo primo soggiorno in Inghilterra, Holbein lavorò molto per il circolo di umanisti collegato a Erasmo da Rotterdam. Tra le commissioni più rilevanti di questo periodo ricordiamo il ritratto di William Warham, arcivescovo di Canterbury, che era proprietario di uno dei ritratti di Erasmo eseguiti da Holbein. Holbein dipinse anche un ritratto per l'astronomo e matematico bavarese Nicholas Kratzer, tutore della famiglia More. Anche se Holbein non lavorò per il re durante questa visita, dipinse ritratti di cortigiani come sir Henry Guildford, sua moglie lady Mary e di Anne Lovell, recentemente identificata come il soggetto di Dama con scoiattolo e storno. Nel maggio del 1527 "Master Hans" dipinse anche un panorama dell'assedio di Thérouanne per la visita degli ambasciatori francesi. Con Kratzer, ideò un cielo coperto di simboli planetari sotto il quale i visitatori cenarono. Il cronista Edward Hall descrisse lo spettacolo come se questo mostrasse "il cielo dalla terra intera, come in una vera mappa".

### Basilea, 1528–1532
Il 29 agosto 1528, Holbein acquistò una casa a Basilea, a St Johanns-Vorstadt. Presumibilmente tornò a casa per mantenere il suo diritto di cittadinanza, dal momento che gli era stato permesso di lasciare il comune natio per un periodo di due anni senza perdere i privilegi. Arricchitosi grazie al successo riscosso in Inghilterra, Holbein acquistò una seconda casa in città nel 1531.

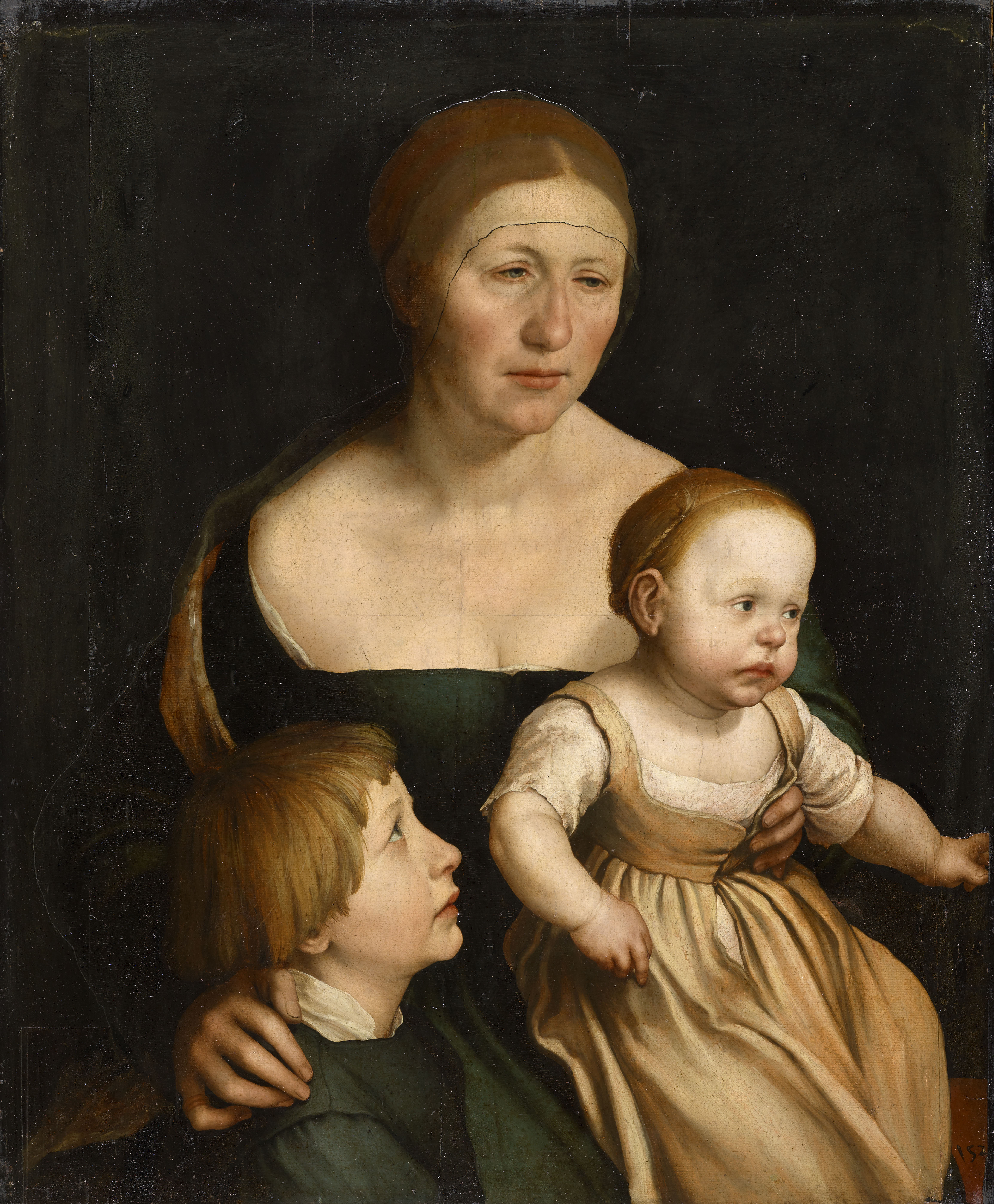
La famiglia dell'artista, c. 1528. Olio e tempera su carta, montato su legno. Kunstmuseum Basel

Durante questo periodo a Basilea, dipinse La famiglia dell'artista, disegno nel quale rappresentò Elsbeth, coi due figli primigeni della coppia, Philipp e Katherina, evocando le immagini della Vergine e del Bambino con San Giovanni Battista. Lo storico dell'arte John Rowlands ha definito quest'opera come "uno dei ritratti più vivi dell'arte".
Basilea era divenuta una città turbolenta durante l'assenza di Holbein. I riformatori, sospinti dalle idee di Zwingli, si diedero ad atti di iconoclastia e bandirono tutte le immagini sacre nelle chiese. Nell'aprile del 1529, Erasmo, libero pensatore, si vide obbligato a lasciare il suo paradiso dorato di Freiburg im Breisgau. Gli iconoclasti probabilmente distrussero alcune delle opere di tema religioso di Holbein, ma non se ne conoscono i dettagli. In questo periodo la visione religiosa di Holbein appare frammentaria e inconcludente. "Il lato religioso della sua pittura è sempre stato ambiguo" ha suggerito lo storico dell'arte John North, "e tale rimase per tutta la sua vita". Secondo un registro compilato per assicurarsi che tutti i principali cittadini sottoscrivessero le nuove dottrine: "Maestro Hans Holbein, il pittore, dice che dovremmo informarci meglio sulla [santa] mensa prima di approcciarvici". Nel 1530, le autorità chiamarono Holbein a rendere conto della sua assenza alla comunione riformata. Poco dopo venne compreso nell'elenco di coloro "che non avevano serie obiezioni o desideri di andare con altri cristiani".
Holbein evidentemente fu dunque in grado di mantenere il favore anche del nuovo ordine costituito. Il consiglio riformista gli pagò una rendita di 50 fiorini e gli commissionò di riprendere gli affreschi nella Camera di Consiglio. I nuovi temi vennero però ispirati al Vecchio Testamento anziché alle storie classiche o alle allegorie. Gli affreschi di Holbein di Rehoboam e dell'incontro tra Saul e Samuele rimasero comunque. Holbein lavorò nel contempo anche per clienti già noti. Il suo vecchio patrono Jakob Meyer lo pagò nel 1526 per aggiungere delle figure alla pala d'altare che aveva dipinto per lui in precedenza. L'ultima commissione di Holbein in questo periodo fu la decorazione di due quadranti dell'orologio della porta principale della città nel 1531. Il ridotto livello di patroni a Basilea fu uno dei motivi che lo spinse a tornare in Inghilterra all'inizio del 1532.

### Il secondo periodo in Inghilterra, 1532–1540

Doppio ritratto di Jean de Dinteville e Georges de Selve (noto come "Gli ambasciatori"), 1533; olio e tempera su quercia, National Gallery, Londra

Holbein tornò in un'Inghilterra dove la politica e la religione stavano cambiando radicalmente. Nel 1532 Enrico VIII si stava preparando a ripudiare Caterina d'Aragona per sposare Anna Bolena, pur contro il parere del papa. Tra quanti si opponevano alle azioni di Enrico vi era a anche l'ex patrono di Holbein, sir Thomas More, che diede le dimissioni da Lord Cancelliere nel maggio del 1532. Holbein stesso sembrò distanziarsi da More in questo secondo periodo e "voltando le spalle a chi gli era stato raccomandato", secondo Erasmo. L'artista trovò favore invece nei nuovi circoli del potere che gravitavano attorno alla famiglia Bolena e a Thomas Cromwell. Quest'ultimo divenne segretario del re nel 1534, controllando tutti gli aspetti del governo, inclusa la propaganda artistica. More venne giustiziato nel 1535 assieme a John Fisher, per cui pure Holbein aveva realizzato un ritratto.
Tra le commissioni di Holbein in questo periodo troviamo ritratti di mercanti luterani della Lega Anseatica. I mercanti vivevano e gestivano i loro commerci a Steelyard, un complesso di case, magazzini e uffici sulla riva nord del Tamigi. Holbein prese in affitto una casa a Maiden Lane, dedicandosi ancora una volta a commissioni private. Il suo ritratto di Georg Giese di Danzica mostra il mercante circondato dai simboli del suo commercio. Il ritratto di Derich Berck di Colonia è invece realizzato in stile classico e probabilmente influenzato dall'opera di Tiziano. Per la gilda di Steelyard, Holbein dipinse le allegorie monumentali Il trionfo della ricchezza e Il trionfo della povertà, entrambe oggi perdute. I mercanti gli commissionarono inoltre un dipinto raffigurante il Monte Parnaso per la processione dell'incoronazione di Anna Bolena il 31 maggio 1533.
Holbein ritrasse anche numerosi cortigiani, proprietari terrieri e visitatori, anche se il dipinto più famoso di questo suo secondo periodo inglese rimane Gli Ambasciatori. Questo pannello a grandezza naturale rappresenta Jean de Dinteville, ambasciatore di Francesco I di Francia nel 1533, e Georges de Selve, vescovo di Lavaur che si recarono in visita in quello stesso anno. L'opera incorpora simboli e paradossi, incluso un teschio anamorfico (distorto). Secondo gli studiosi, questi simboli sarebbero tutti riferimenti alla conoscenza, alla religione, alla moralità e all'illusione in pieno spirito del rinascimento nordico. Gli storici dell'arte Oskar Bätschmann e Pascal Griener hanno presentato l'ipotesi secondo la quale nel dipinto Gli ambasciatori, "scienze e arti, oggetti di lusso e di gloria, sono tutti inchinati alla grandezza della Morte".

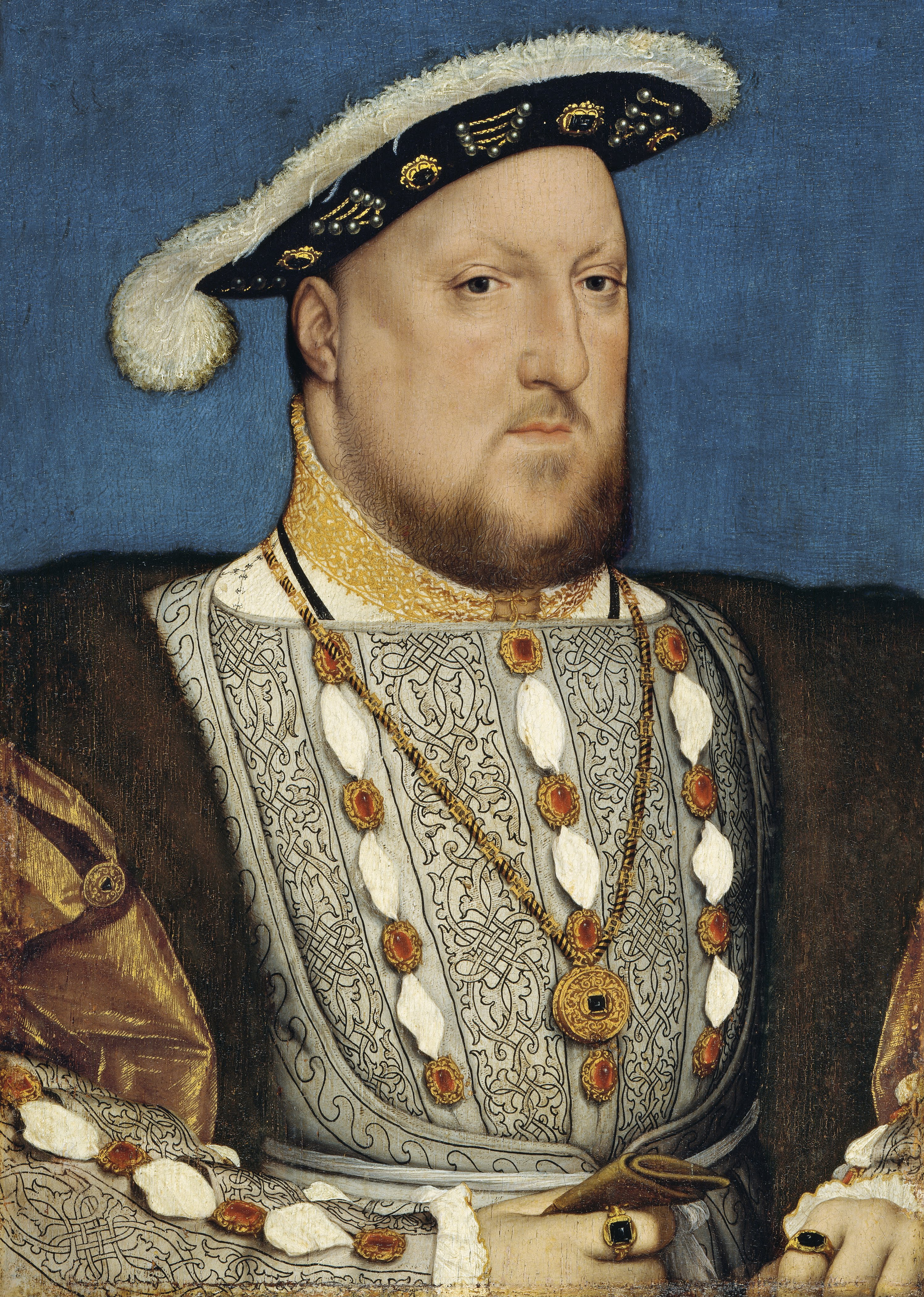
Ritratto di Enrico VIII, c. 1536. Olio e tempera su quercia, Museo Thyssen-Bornemisza, Madrid.

Non sono giunti sino a noi ritratti certi di Anna Bolena eseguiti da Holbein, in particolare perché la sua memoria venne cancellata dopo la sua esecuzione per le supposte accuse di tradimento, incesto e adulterio nel 1536. È chiaro a ogni modo che Holbein lavorò direttamente per Anna e la sua cerchia. Per lei disegnò una coppa con l'immagine di un falco su un cespuglio di rose, oltre a gioielli e libri a lei dedicati. L'artista fece inoltre schizzi di diverse dame del suo entourage, tra cui la cognata Jane Parker. Nel contempo, Holbein lavorò per Thomas Cromwell, il quale gli commissionò di produrre immagini spiccatamente riformiste, tra cui delle xilografie anti-clericali e le decorazioni della prima pagina della Bibbia tradotta in inglese da Myles Coverdale. Enrico VIII si era imbarcato in un grandioso programma di patronato artistico con l'intento di glorificare sé stesso per il suo nuovo status di capo supremo della Chiesa d'Inghilterra, opera che culminò nella costruzione del Nonsuch Palace iniziato nel 1538.
Dal 1536 Holbein venne impiegato come pittore di corte col salario annuo di 30 sterline. Si trovò quindi a lavorare fianco a fianco con altri "pittori reali" come Lucas Horenbout, anch'egli proveniente dal continente. Nel 1537, Holbein dipinse il suo quadro più famoso: Enrico VIII in posa eroica, ritratto frontalmente. Come ritrattista Holbein venne lodato dal momento che sapeva cogliere, dietro l'apparenza, le espressioni più personali e significative dei personaggi da lui raffigurati sino a descriverne le caratteristiche spirituali e morali, cercando di coniugare la tradizione gotica con le nuove tendenze umanistiche e le influenze lombarde con quelle fiamminghe.
È sopravvissuto anche il cartone di un'opera a grandezza naturale col ritratto di Enrico dipinto per il Palazzo di Whitehall dove il re compare con suo padre alle spalle. L'affresco prevedeva anche la presenza di Jane Seymour e di Elisabetta di York, ma questo venne distrutto da un incendio nel 1698. Ne rimangono solo delle incisioni e una copia realizzata nel 1667 da Remigius van Leemput. Realizzò, sempre per Enrico VIII, un ritratto a mezzo busto nella medesima posa, ma tutti i ritratti a grandezza naturale del re sono copie derivate dallo schema del dipinto di Whitehall. La figura di Jane Seymour si basava sugli schizzi realizzati sulla sua persona da Holbein.

Ritratto di Edoardo VI bambino, c. 1538. Olio e tempera su quercia, National Gallery of Art, Washington D. C.

Jane morì nell'ottobre del 1537, poco dopo aver dato alla luce l'unico maschio di Enrico, Edoardo VI, e Holbein realizzò il ritratto del piccolo principe due anni più tardi, tenente tra le mani un sonaglio a forma di scettro. L'ultimo ritratto di Enrico VIII eseguito da Holbein è datato al 1543, ma venne però completato da altri: il dipinto raffigura il re con un gruppo di chirurghi di corte.
Lo stile ritrattistico di Holbein si modificò da quando egli entrò al servizio di Enrico VIII, focalizzandosi infatti maggiormente sul volto e sui vestiti, omettendo gli effetti di tridimensionalità e realismo a scapito del simbolismo. L'artista applicò questo stile anche ai ritratti in miniatura come quello di Jane Small e ai grandi ritratti come quello di Cristina di Danimarca. Andò con Philip Hoby a Bruxelles nel 1538 e raffigurò Cristina per il re, il quale mirava alla giovane vedova come sua possibile moglie. Secondo Wilson, il ritratto che Holbein fece di Cristina di Danimarca è "il più pregevole ritratto di donna che egli abbia mai eseguito, nonché uno dei migliori mai dipinti in generale". In quello stesso anno, Holbein e Hoby andarono in Francia per ritrarre Luisa di Guisa e Anna di Lorena, sempre su commissione di Enrico VIII, ma nessuno dei due ritratti delle cugine è giunto sino a noi. Holbein trovò il tempo di visitare Basilea, dove le autorità lo accolsero festanti e dove ricevette una pensione. Sulla via del ritorno verso l'Inghilterra, mise a bottega suo figlio Philipp presso l'orafo Jacob David (originario di Basilea) a Parigi.

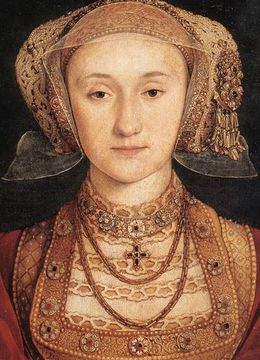
Ritratto di Anna di Cleves, dipinto da Holbein il Giovane

Holbein dipinse anche Anna di Clèves nel castello di Burgau. Questa fu la moglie che Enrico sposò poi a Düren su incoraggiamento di Thomas Cromwell nell'estate del 1539. L'inviato inglese Nicholas Wotton riportò come "Hans Holbein avesse raffigurato le effigi di lady Anna e di lady Amelia [sorella di Anna] con un'espressività che rendeva le immagini molto realistiche". L'unione con Enrico durò poco e se ne separò dopo breve tempo, al termine di un matrimonio non consumato. L'impatto che il ritratto di Holbein ebbe sul sovrano inglese venne testimoniato da Sir Anthony Browne.
Nessun altro eccetto Enrico avrebbe più disdegnato Anna; l'ambasciatore francese Charles de Marillac la trovava attraente, piacevole e degna, per quanto vestita pesantemente, "alla tedesca", nel ritratto di Holbein. Il re diede la colpa di questo fallimento a Thomas Cromwell, il quale non solo era stato l'artefice di questo progetto matrimoniale, ma aveva anche dato credito alle esagerazioni sulla bellezza di Anna. Questo fu uno dei fattori che portarono alla caduta di Cromwell.

### Gli ultimi anni, 1540–1543
Holbein era riuscito a sopravvivere alla caduta dei suoi due primi grandi patroni, Tommaso Moro e Anna Bolena, ma l'arresto e l'esecuzione con l'accusa di eresia e tradimento di Cromwell nel 1540 indubbiamente danneggiarono la sua carriera. Holbein mantenne ad ogni modo la sua posizione di pittore del re, ma dopo la morte di Cromwell si creò un vuoto attorno a lui. Fu ironicamente il ritratto di Anna di Cleves eseguito da Holbein a contribuire alla caduta di Cromwell: il re, dispiaciuto per la scarsa attrattiva riscontrata nei confronti della moglie propostagli, diresse la sua rabbia su Cromwell. Questi, secondo il sovrano, aveva esagerato a lodarne la bellezza, mentre non vi è evidenza del fatto che Enrico abbia accusato Holbein di aver "migliorato" l'aspetto di Anna.

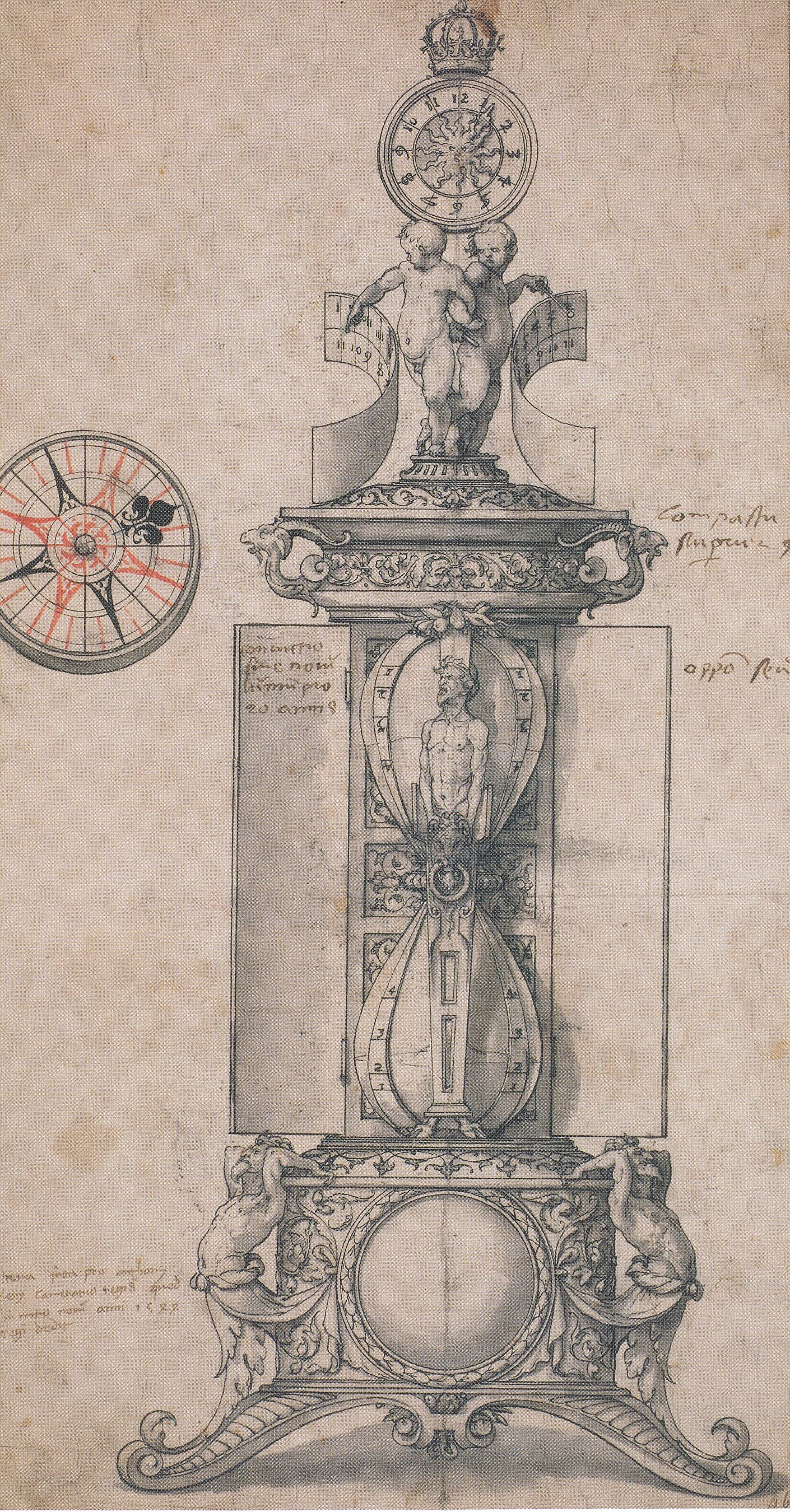
Disegno per il "clocksalt" di Anthony Denny, 1543. Penna e inchiostro nero su carta con tratti di grigio e rosso, British Museum, Londra

Oltre ai compiti di routine, Holbein si occupò anche di commissioni private, dipingendo ancora per i mercanti di Steelyard. Fece anche alcune tra le sue migliori miniature tra cui quelle di Henry Brandon e Charles Brandon, figlio dell'amico di Enrico VIII, Charles Brandon, I duca di Suffolk e della sua quarta moglie, Catherine Willoughby. Holbein cercò di assicurarsi commissioni dai cortigiani più in vista in lotta per l'influenza a corte, in particolare lavorando per Anthony Denny, uno dei due gentiluomini di camera del re. Egli divenne amico personale di Denny al punto da chiedergli del denaro in prestito. Nel 1541 gli fece anche un ritratto e due anni dopo dipinse per lui un innovativo modello di "clocksalt". Denny era parte della cerchia che aveva ottenuto influenza a corte nel 1542, dopo il fallimentare matrimonio di Enrico con Catherine Howard. Il nuovo matrimonio del re nel luglio del 1543 con la riformista Catherine Parr, il cui fratello Holbein aveva ritratto nel 1541, portò al potere il partito di Denny.
Holbein fece probabilmente visita alla moglie ed ai figli sul finire del 1540, anche per mantenere i suoi privilegi di cittadinanza di Basilea. In questo periodo pare non abbia lavorato, ma la città di Basilea gli pagò comunque sei mesi di salario anticipato. Gli studiosi si sono interrogati sulla vita matrimoniale di Holbein, il quale visse lontano dalla moglie dal 1532. Nel suo testamento viene citata la presenza di due figli nati in Inghilterra, dei quali nulla si sa con l'eccezione del fatto che erano a stati posti a balia. L'infedeltà di Holbein non sembra essere un fatto sconosciuto agli studiosi. Alcuni ritengono che Magdalena Offenburg, la modella della Madonna di Darmstadt e di due ritratti dipinti a Basilea, sia stata la sua amante. Altri negano questa ipotesi. In un dipinto aveva dato le fattezze a Laide di Corinto, amante di Apelle, il famoso artista greco di cui Holbein portava il nome nei circoli umanisti. A ogni modo Holbein non si dimenticò mai della moglie né dei figli, aiutandoli economicamente. Quando Elsbeth morì nel 1549, era in possesso di una discreta somma, avendo venduto tutti i suoi ritratti prima della sua morte.
Hans Holbein morì tra il 7 ottobre e il 29 novembre 1543 all'età di 45 anni. Karel van Mander disse nel Seicento che era morto di peste. Wilson riporta la storia ma con cautela, dal momento che gli amici di Holbein erano presenti al suo capezzale, cosa difficile da credere per un appestato. Peter Claussen suggerisce che egli sarebbe potuto morire a causa di un'infezione detta la malattia del sudore. Definendosi "servo della maestà regia", Holbein fece testamento il 7 ottobre nella sua casa di Aldgate. L'orafo Giovanni di Anversa e alcuni vicini di origine tedesca firmarono il documento come testimoni. Probabilmente testò di fretta perché il documento non venne sottoscritto da alcun notaio. Il 29 novembre, Giovanni di Anversa, soggetto di molti ritratti di Holbein, prese la qualifica di esecutore testamentario delle ultime volontà dell'artista. Pagò probabilmente i debiti contratti da Holbein, si prese cura dei suoi due figli in Inghilterra e vendette e regalò i suoi effetti personali, tra cui molti disegni e opere preliminari che sono giunte sino a noi. Il sito della tomba di Holbein è a oggi sconosciuto dal momento che non venne contrassegnato con alcuna scritta.
Nel 1899 gli venne dedicata la Holbeinstraße a Monaco di Baviera.

## Stile

### Influenze

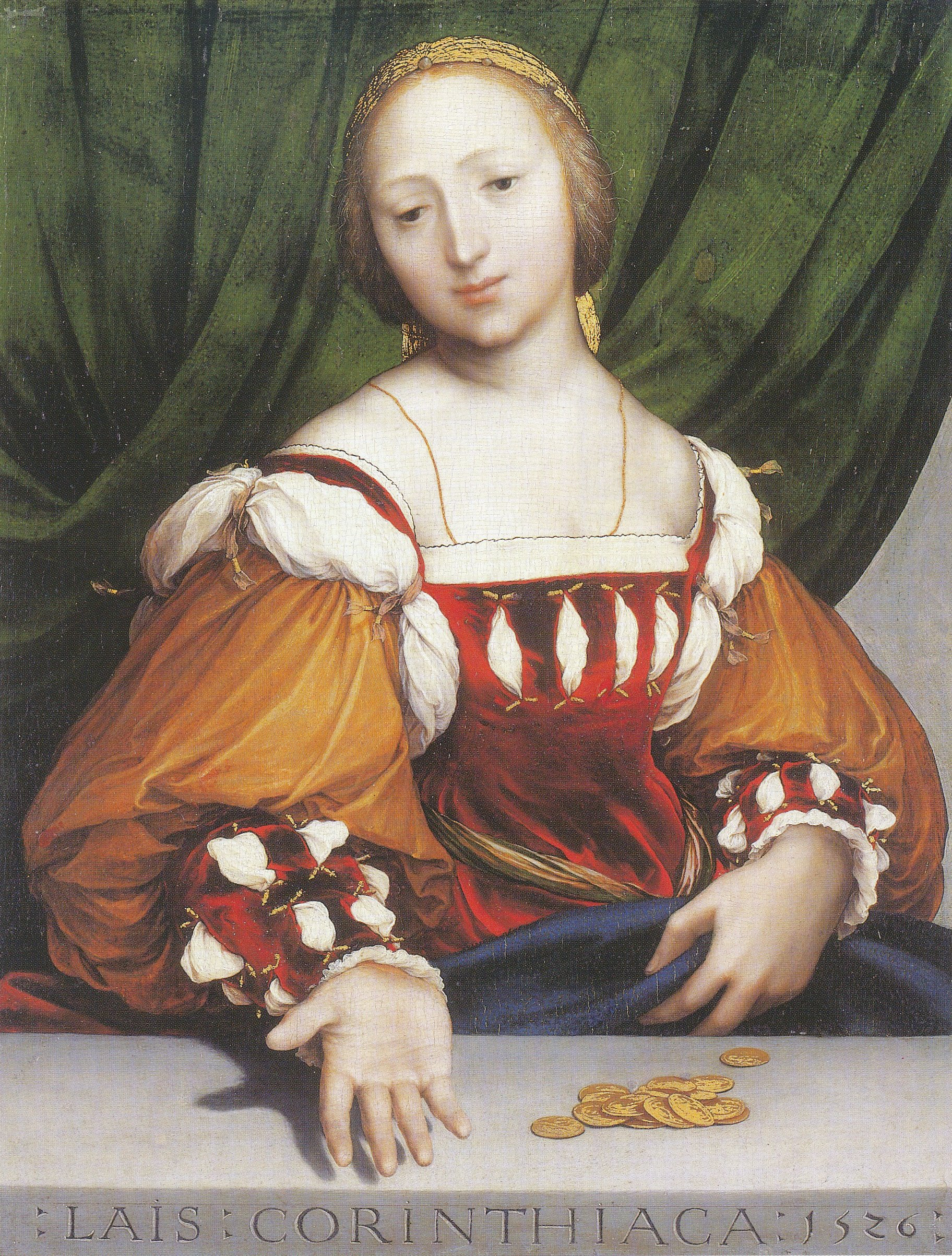
Laide di Corinto, 1526, rivela l'influenza di Leonardo da Vinci nell'opera di Holbein. Olio e tempera su tavola, Kunstmuseum Basel

Le prime influenze nella sua pittura, Holbein le derivò da suo padre, Hans Holbein il Vecchio, noto pittore di soggetti religiosi e ritrattista che trasmise le sue tecniche e la sua dote di ritrattista al figlio. Il giovane Holbein apprese il mestiere nella bottega del padre ad Augusta, una città immersa nel commercio dei libri, dove la xilografia e l'incisione fiorirono notevolmente. Augusta era inoltre uno dei principali "porti d'entrata" del Rinascimento italiano in Germania. Al tempo in cui Holbein iniziò il suo apprendistato presso Hans Herbster a Basilea, era il tempo dello stile tardogotico, del realismo e dell'enfatizzazione delle linee, elementi che lo influenzeranno per il resto della sua carriera pittorica. A Basilea, venne favorito da patroni umanisti le cui idee aiutarono a formare la sua visione di artista maturo.
Durante i suoi anni in Svizzera, durante i quali potrebbe aver visitato anche l'Italia, Holbein aggiunse degli elementi di stile italiano nel suo vocabolario stilistico. Gli studiosi hanno notato l'influenza della tecnica dello sfumato di Leonardo da Vinci nelle sue opere, come ad esempio nel suo Venere ed Amore e in Laide di Corinto. Dagli italiani, Holbein apprese l'arte della prospettiva incentrata su un singolo punto e l'uso dei motivi e delle forme architettoniche. In questo fu probabilmente influenzato da Andrea Mantegna. I dettagli decorativi vengono meno nei suoi ultimi ritratti, mentre aumenta la precisione calcolata. Malgrado l'assimilazione delle tecniche italiane e della teologia riformata, l'arte di Holbein risentiva comunque della tradizione gotica e del suo radicamento nel territorio nordico. Il suo stile ritrattistico, ad esempio, rimane distinto dalla sensuale tecnica di Tiziano, come pure dal Manierismo di William Scrots, successore di Holbein alla carica di pittore del re d'Inghilterra. La ritrattistica di Holbein, in particolare nel disegno, aveva molto in comune con quella di Jean Clouet, artista che forse ebbe modo di incontrare durante la sua visita in Francia nel 1524. Egli adottò infatti il metodo di Clouet di disegnare con la calce colorata su un fondo non preparato, oltre alla cura del dettaglio tramite disegni e schizzi preliminari. Durante il suo secondo periodo di permanenza in Inghilterra, Holbein apprese la tecnica della miniatura, praticata da Lucas Horenbout. In particolare nei suoi ultimi anni di carriera, si dedicò molto al ritratto in miniatura.

### Opere religiose

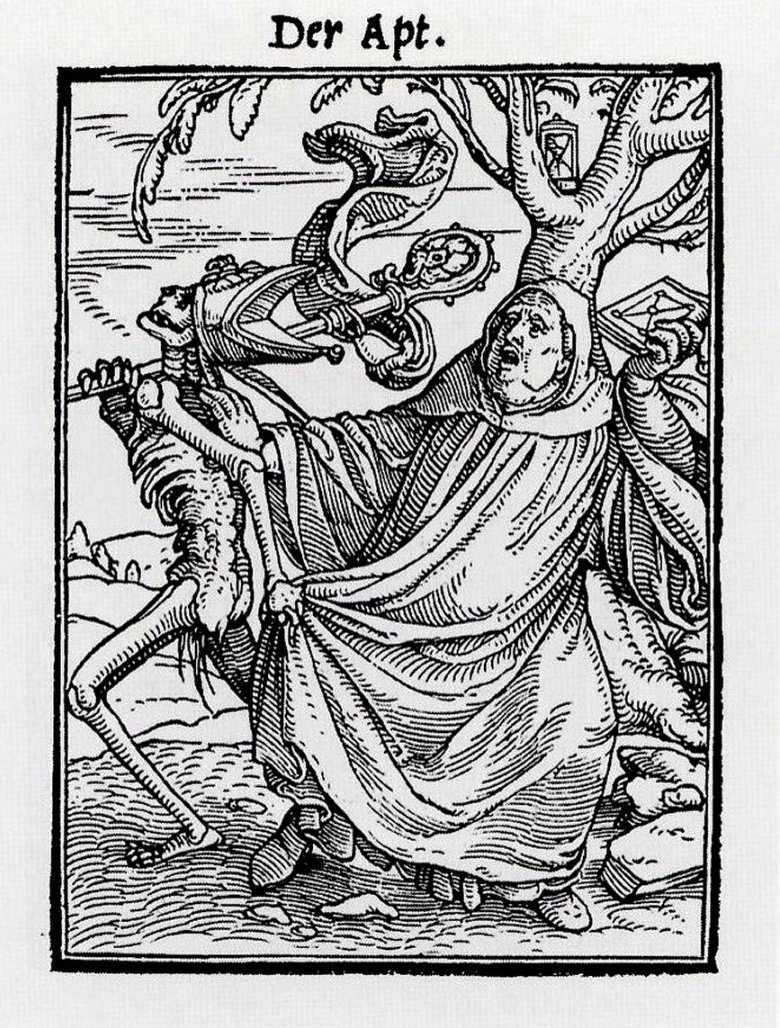
L'abate, xilografia dalla serie della Danza della Morte, 1523–26, 6.5 x 4.8 cm

Holbein seguì i passi tracciati ad Augusta da artisti come suo padre e Hans Burgkmair, che si guadagnarono da vivere in gran parte grazie a commissioni in ambito religioso. Malgrado le richieste della Riforma protestante, la chiesa alla fine del XV secolo era ancora in gran parte medievale nelle sue tradizioni. Oltre ai legami con Roma, la chiesa tedesca e svizzera manteneva vivi i pellegrinaggi, la venerazione delle reliquie, la preghiera per i morti. I primi lavori di Holbein riflettono in pieno questa cultura. Il crescere del movimento riformista, guidato da umanisti come Erasmo e Thomas More, iniziò a ogni modo a cambiare le sue attitudini religiose. Basilea, dove vennero pubblicate le principali opere di Martin Lutero, divenne il principale centro di trasmissione delle idee riformate.
Il graduale spostamento dalla religione tradizionale a quella riformata si può notare in pieno anche nelle opere di Holbein. Il suo Corpo di Cristo morto nella tomba del 1522 esprime una visione umanista di Cristo in pieno accordo col clima riformista della Basilea del tempo. La Danza della Morte (1523–26) riprese l'allegoria tardomedievale della Danza macabra come satira riformista. La serie di incisioni di Holbein mostrano la figura della Morte in diverse pose, intenta a confrontarsi con individui a ogni stadio della vita. Nessuno sfugge alla Morte, nemmeno i pii.
Oltre alla Danza della Morte Holbein completò le Icone o Serie dell'Antico Testamento (che comprendono due lavori: Le immagini delle storie dell'Antico Testamento e Ritratti e stampe delle storie dell'Antico Testamento). Queste opere vennero prodotte da Holbein in associazione con Melchior e Gaspar Trechsel nel 1526 circa, poi stampate ed edite in latino da Jean e Francois Frellon con 92 xilografie d'accompagnamento.
Pare noto che i fratelli Trechsel avessero inizialmente convocato Holbein per affidargli l'illustrazione di alcune bibbie. In effetti alcune delle Icone di Holbein si trovano anche nella recente scoperta della Biblia cum Glossis by Michel De Villeneuve (Michael Servetus). Le xilografie di Holbein si trovano in altre opere come nella traduzione di Servetus del Vecchio Testamento, stampati da Juan Stelsio ad Anversa nel 1540 (92 xilografie), e anche nell'edizione spagnola stampata da Francois e Jean Frellon nel 1542 (92 xilografie + 2), come dimostrato al convegno dell'International Society for the History of Medicine dall'esperto ricercatore su Servetus, González Echeverría, il quale ha provato anche l'esistenza di un lavoro associato di Holbein con De Villeneuve, la Biblia cum Glossis o "Bibbia perduta".
Holbein dipinse molte opere a sfondo religioso tra il 1520 e il 1526, tra cui l'Altare di Oberried, la Madonna di Solothurn e una Passione. Solo quando i riformatori di Basilea si diedero all'iconoclastia sul finire degli anni '20 del Cinquecento iniziò a divenire insofferente ai temi religiosi.
Holbein continuò a produrre opere a sfondo religioso, ma su minor scala. Disegnò delle xilografie religiose satiriche in Inghilterra, oltre ad alcuni pezzi per la devozione privata come un Noli Me Tangere, le cui espressioni vennero prese dalla sua personale visione della religione. Nel Noli Me Tangere Holbein coglie il momento in cui Cristo risorto dice a Maria Maddalena di non toccarlo, dove si nota chiaramente l'aderenza ai dettami evangelici. Il diarista seicentesco John Evelyn scrisse di non aver "mai visto tanta riverenza e gentilezza oltre a tanto stupore espresso in un'unica immagine".

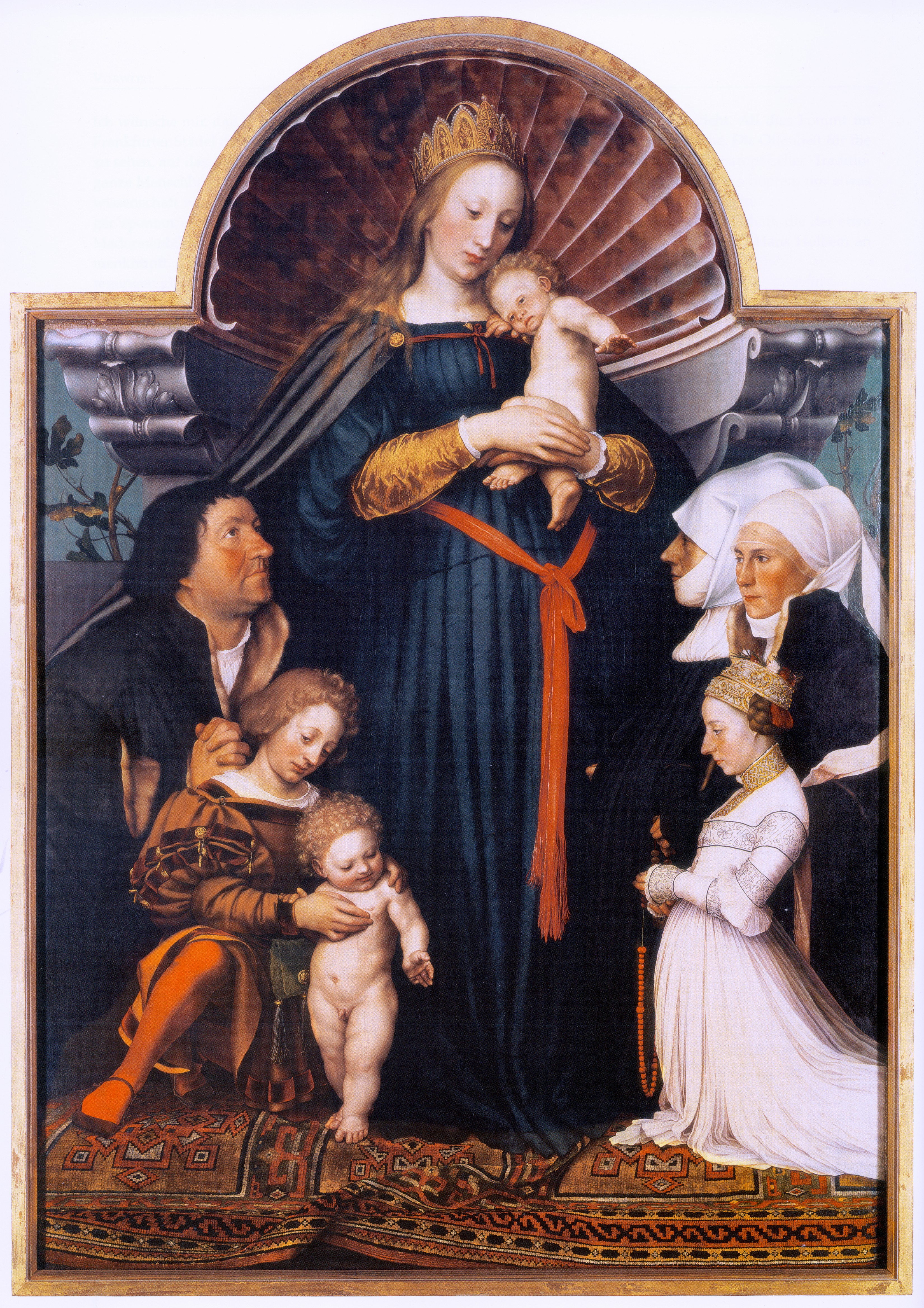
La Madonna di Darmstadt, col ritratto dei donatori su un tappeto Holbein. 1525–26 e 1528. Olio e tempera su tavola, Würth Collection, Schwäbisch Hall

Holbein è stato descritto come "il supremo rappresentante dell'arte riformata tedesca". La Riforma fu a tutti gli effetti un periodo vario e la sua posizione fu spesso molto ambigua. Malgrado i suoi legami con Erasmo e More, sottoscrisse la rivoluzione iniziata da Martin Lutero per il ritorno alla Bibbia e per la detronizzazione del potere temporale dei papi. Nelle sue xilografie Cristo Luce del Mondo e La vendita delle indulgenze, Holbein illustra gli attacchi di Lutero a Roma. Nel contempo, egli continuò a lavorare per gli erasmiani e per i cattolici tradizionalisti. Dopo il suo ritorno dall'Inghilterra in una Basilea ormai riformata nel 1528, riprese a lavorare sia alla Madonna di Jakob Mayer sia ai dipinti ad affresco per la Camera di Consiglio del municipio cittadino. La Madonna era un'icona di pietà tradizionale, mentre le storie del Vecchio Testamento erano parte del programma della Riforma.
Holbein tornò in Inghilterra nel 1532 sotto la tutela di Thomas Cromwell che stava ristrutturando la struttura religiosa del paese. Egli divenne ben presto parte della macchina propagandistica di Cromwell, creando immagini di supporto al tema della supremazia reale. Durante il periodo della dissoluzione dei monasteri, produsse una serie di piccole xilografie nelle quali i noti "cattivi" della Bibbia erano travestiti da monaci. La sua opera riformista La vecchia e la nuova legge identifica il Vecchio Testamento con la "Vecchia Religione". Gli studiosi hanno notato delle interferenze religiose anche nei suoi ritratti. Ne Gli Ambasciatori, ad esempio, dettagli come il libro di inni luterano e il crocifisso dietro la tenda alludono certamente alla missione francese. Holbein dipinse poche immagini religiose nell'ultima parte della sua carriera.

### I ritratti

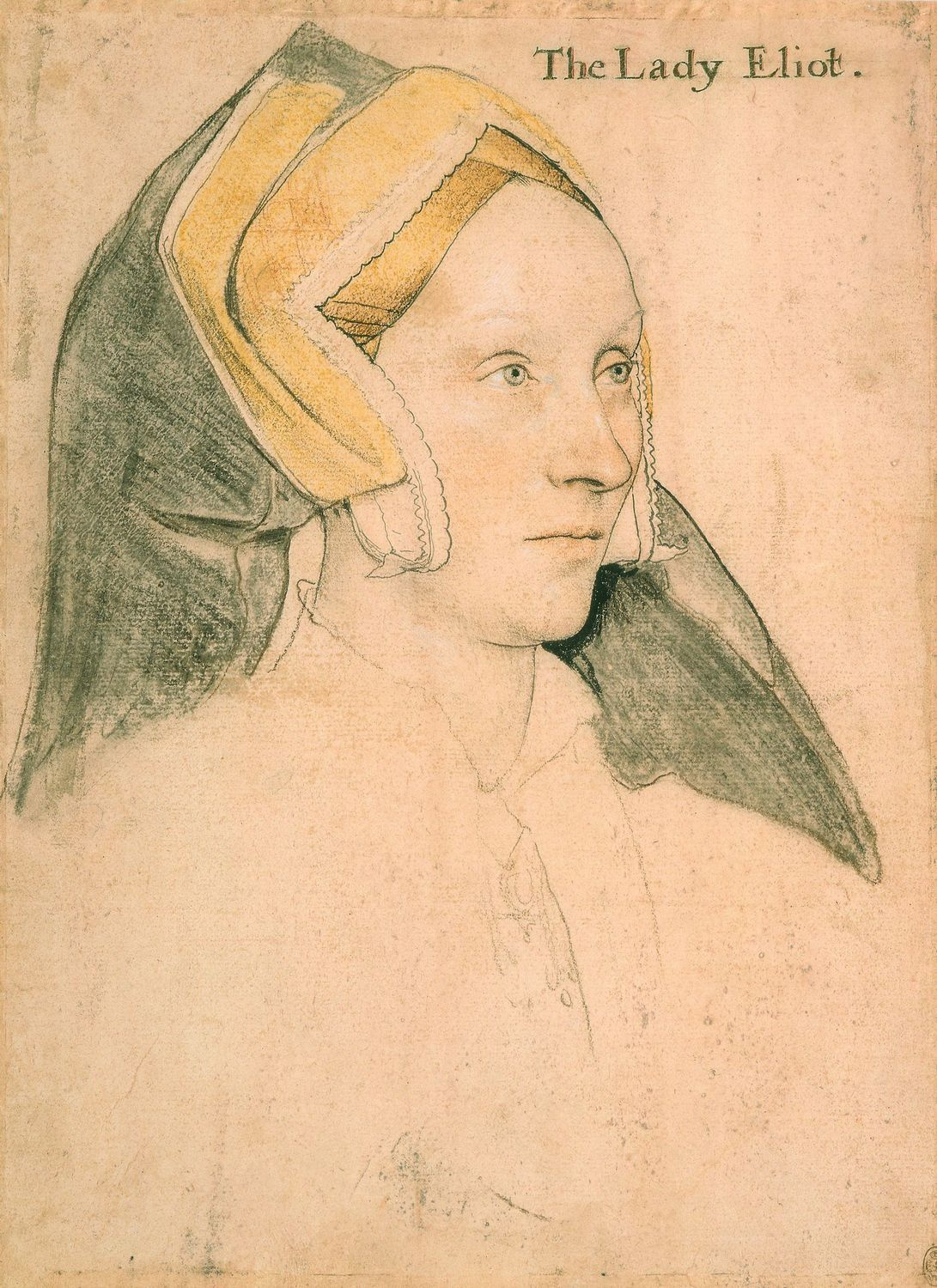
Ritratto di Margaret, Lady Elyot, c. 1532–34. Royal Collection, Castello di Windsor

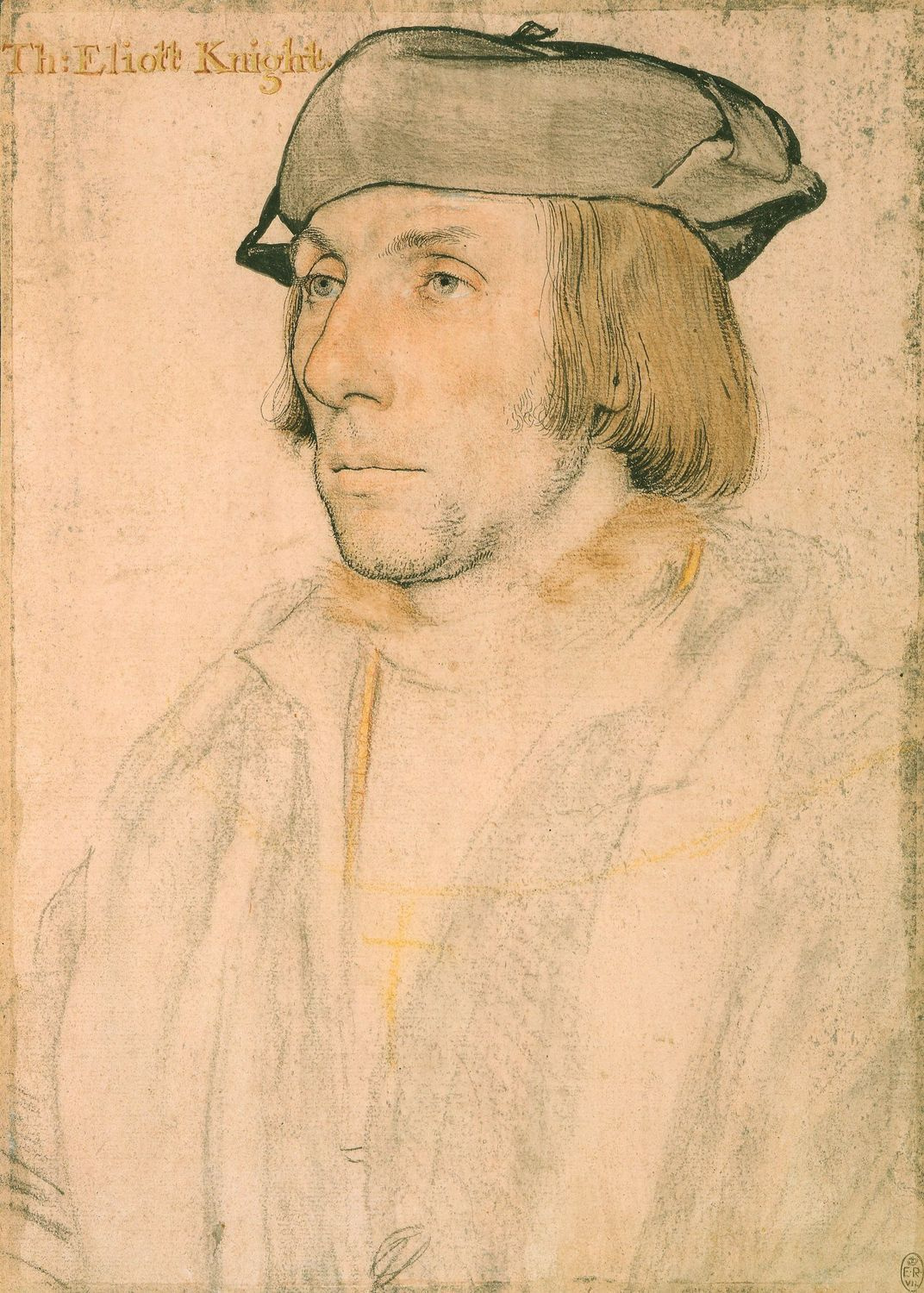
Ritratto di Sir Thomas Elyot, c. 1532–34. Royal Collection, Castello di Windsor

Per Holbein, "tutto inizia con un disegno". Figlio di un droghiere versato per l'arte, era erede della tradizione tedesca del disegno lineare e preciso, soprattutto a livello preparatorio. I ritratti calce/inchiostro di Holbein dimostrano la sua bravura. Di lui sopravvivono più disegni che opere concluse, ragione per cui si può ritenere che alcuni li realizzasse perché rimanessero tali o per proprio diletto. Holbein produsse pochi ritratti durante i suoi anni a Basilea. Tra questi vi sono i suoi studi del 1516 di Jakob e Dorothea Meyer, schizzi, come quelli di suo padre, realizzati perlopiù in punta d'argento e calce.
Holbein dipinse gran parte dei suoi ritratti durante i due periodi inglesi della sua vita. Nel primo periodo, dal 1526 al 1528, utilizzò la tecnica di Jean Clouet per i suoi studi preliminari, combinando calce nera e colorata con carta non preparata. Nel secondo periodo, dal 1532 alla sua morte, quando utilizzò anche la penna a inchiostro oltre alla calce. A giudicare dalle tre ore di posa per ritratto che gli concesse Cristina di Danimarca, Holbein era in grado di realizzare i suoi studi di ritratto in tempi straordinariamente brevi. Alcuni studiosi credono che egli si servisse di un ausilio meccanico per aiutarsi nel tracciare i contorni del viso dei suoi soggetti. Holbein tributò meno attenzione ai toni facciali nei suoi disegni più tardi.
I ritratti dipinti da Holbein sono spesso accompagnati da disegni preparatori pervenutici. Holbein trasferiva ciascun disegno su un pannello con l'aiuto di uno strumento geometrico così da potersi garantire un'assoluta precisione. Costruiva quindi la superficie pittorica con l'uso di tempera e olio, riportando anche il più piccolo dettaglio.

Ritratto del mercante Georg Giese, 1532. Olio e tempera su tavola, Musei statali di Berlino

Il risultato era quello di una pittura ritrattistica brillante dove il soggetto appare sempre seduto, ma dove la precisione nei dettagli, secondo lo studioso Foister, "rendeva chiaramente riconoscibile dai contemporanei" ogni persona raffigurata, costituendo nel contempo anche una fonte ineguagliabile sulla storia dei costumi del periodo Tudor. I clienti umanisti di Holbein avevano un'altissima considerazione dell'individualità. Secondo Strong, i soggetti dei suoi ritratti vivevano "una nuova esperienza, una profonda visione degli ideali umanisti".
I differenti commentatori sono discordi sull'obbiettività e la precisione di Holbein come ritrattista. Quello che alcuni vedono come espressione di una profondità spirituale, altri la vedono come luttuosa, distaccata o persino assente.  "Sottolineava la freddezza soffusa della loro continenza", scriveva il biografo ottocentesco Alfred Woltmann, "ma dietro questa esteriorità di pacatezza si nascondeva un profondo respiro di vita interna". Alcuni critici vedono lo stile tardo nella ritrattistica di Holbein come una regressione. Kenyon Cox, ad esempio, crede che i suoi metodi siano divenuti col tempo più primitivi, riducendo il dipingere "quasi alla condizione della miniatura medievale". Erna Auerbach collega la "piattezza decorativa formale" dell'ultima ritrattistica di Holbein allo stile proprio dei documenti miniati, citando a tal proposito il ritratto di gruppo di Enrico VIII con la Barber Surgeons' Company. Secondo altre analisi non vi sarebbe alcun mutamento pittorico nell'ultima fase della carriera di Holbein.
Sino alla fine degli anni '30 del Cinquecento, Holbein spesso ambientava i suoi soggetti in ambientazioni tridimensionali. Al tempo era solito includere anche elementi classici o biblici come ad esempio dei panneggi, degli elementi architettonici o dei simboli. Questi ritratti permisero a Holbein di dimostrare il suo virtuosismo e il suo potere nell'uso delle metafore, come pure indizi sulla vita privata dei soggetti raffigurati. Il suo ritratto del 1532 raffigurante Sir Brian Tuke, ad esempio, allude alla malsana salute del soggetto dipinto, comparando la sua sofferenza a quella di Giobbe nella Bibbia. La rappresentazione delle cinque piaghe di Cristo e l'iscrizione "INRI" sul crocifisso sono, secondo gli studiosi Bätschmann e Griener, "intese a proteggere il proprietario dalla malattia". Holbein ritrasse il mercante Georg Gisze tra un elaborato sistema di simboli di scienza e ricchezza per evocare l'iconografia personale del raffigurato. A ogni modo, alcuni altri ritratto di Holbein dei mercanti di Steelyard, ad esempio in quello di Derich Born, si concentrano sulla naturalezza del viso, prefigurando lo stile tardo adottato da Holbein.

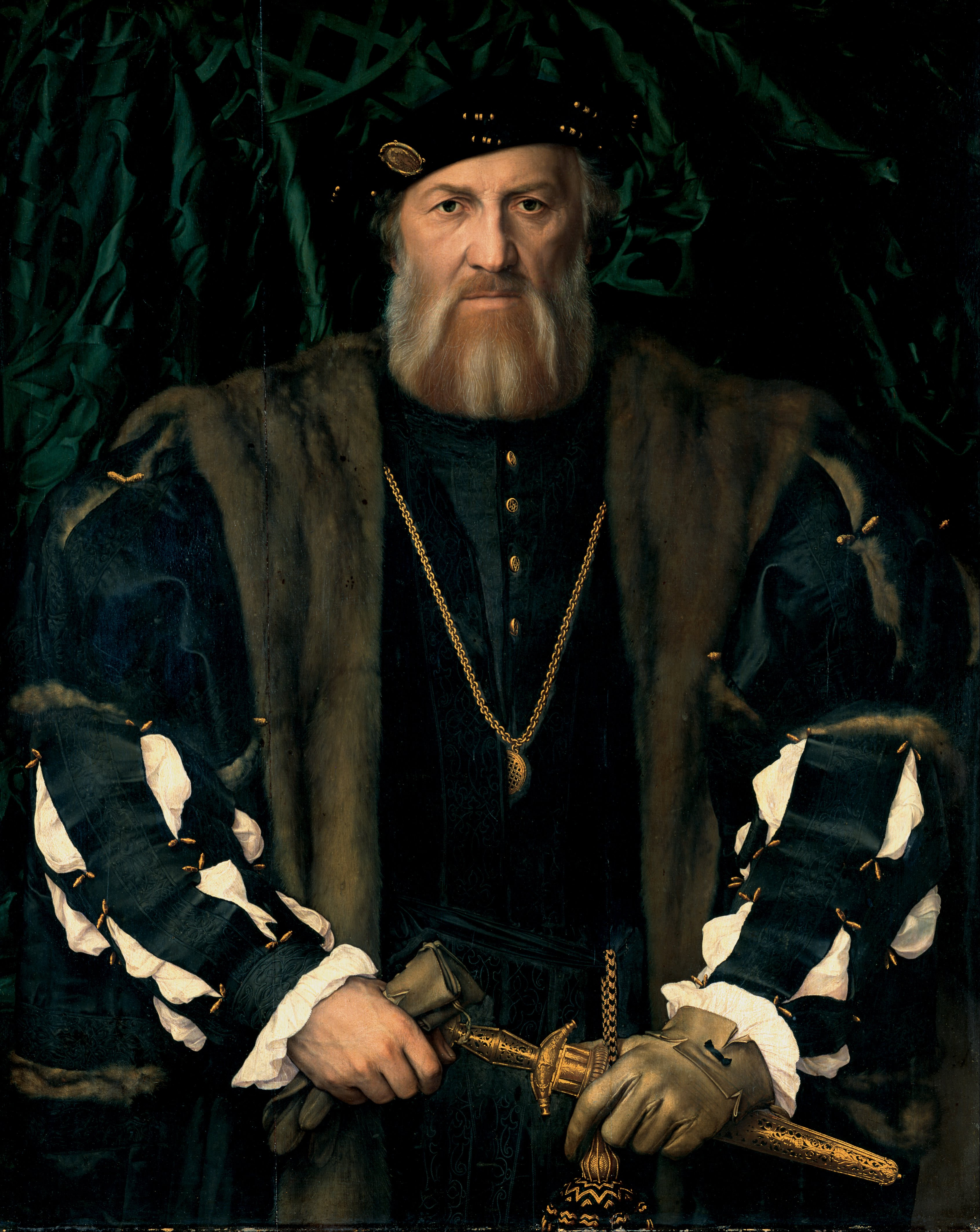
Charles de Solier, signore di Morette, 1534. Gemäldegalerie Alte Meister, Dresda

Lo studio degli ultimi ritratti eseguiti da Holbein sono complicati dal numero di copie e lavori derivati a lui attribuiti. Gli studiosi stanno ancora cercando di distinguere il vero Holbein da altri lavori di copisti di alta qualità.

### Miniature

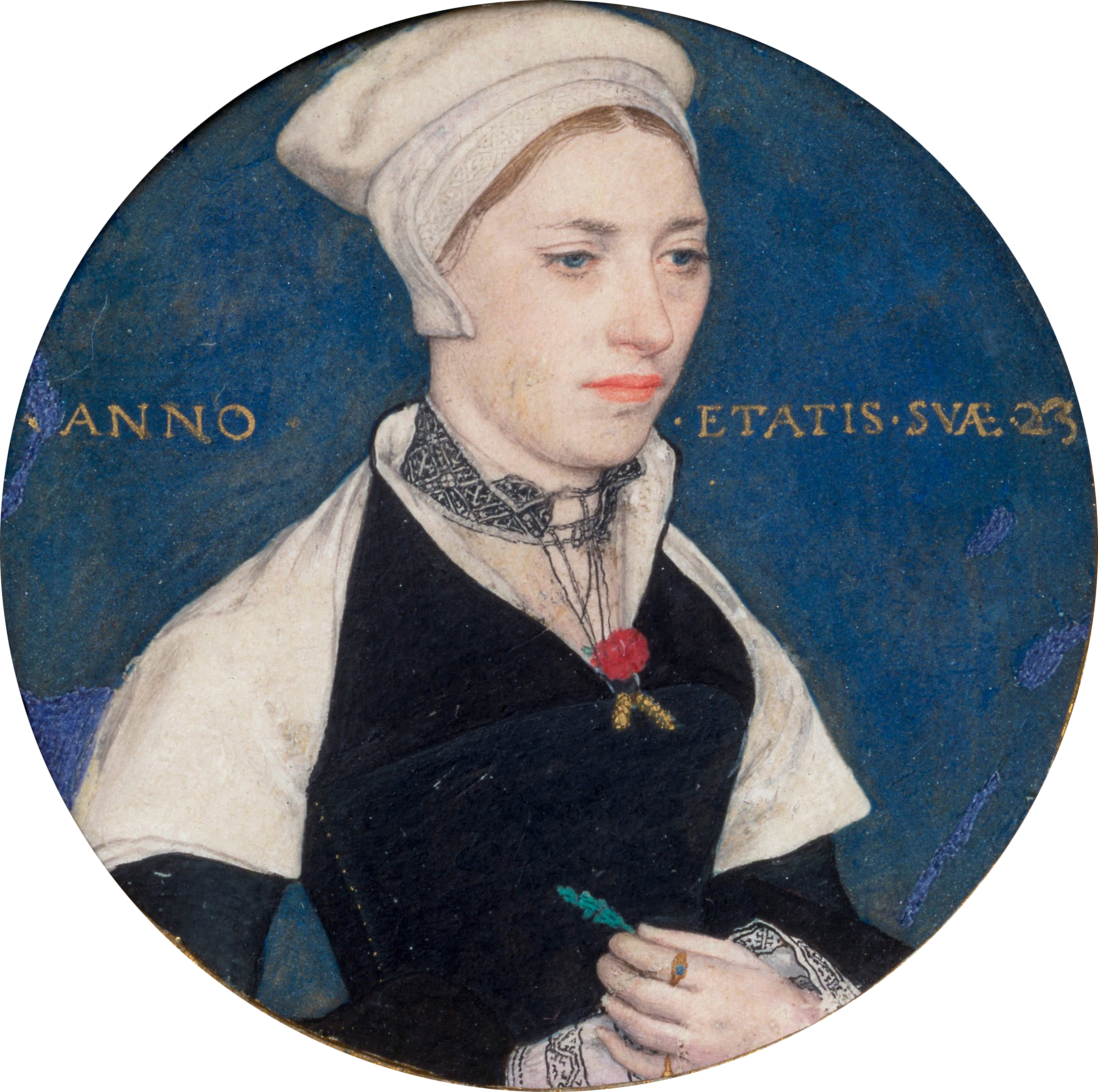
Jane Small, ritratto in miniatura, c. 1540. Gouache su vellum, Victoria and Albert Museum, Londra

Durante gli ultimi decenni della sua carriera, Holbein dipinse un gran numero di miniature, piccoli ritratti spesso portati come gioielli. La sua tecnica di miniatura era derivata dall'arte medievale dei manoscritti miniati. Anche i dipinti più grandi di Holbein contenevano in un modo o nell'altro delle piccole miniature di oggetti, realizzati con precisione per dare al complesso dell'opera un aspetto ancora più monumentale. Le dodici miniature di Holbein che sono giunte sino a noi propongono tutta la sua maestra in quest'arte. Il suo ritratto in miniatura di Jane Small, con un ricco sfondo blu, i dettagli curatissimi e l'assenza di ombre, è considerato uno dei pezzi più belli in questo stile. Secondo lo storico dell'arte Graham Reynolds "Holbein ritrasse questa giovane donna [...] con aspetto solenne nella luce blu della stanza [...] facendone uno dei più bei ritratti del genere".

### Disegni

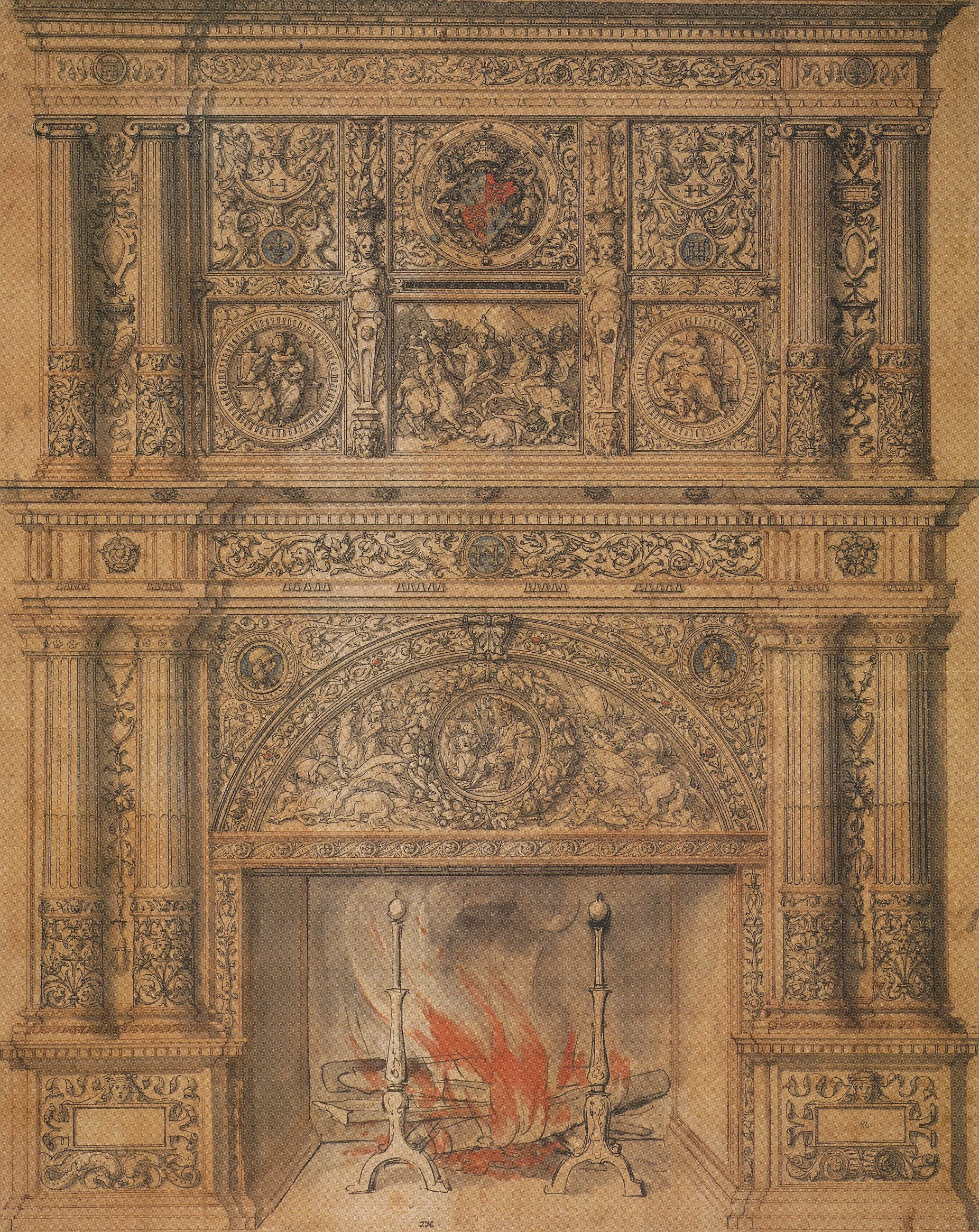
Disegno per un camino, c. 1538–40. Penna e inchiostro nero con acquerello grigio, blu e rosso, su carta, British Museum, Londra

Nel corso della sua vita, Holbein disegnò decorazioni su vasta scala come affreschi ma anche piccoli oggetti, tra cui piatti e gioielli. In molti casi, i suoi disegni, o copie di essi, sono la sola testimonianza di questi lavori. Ad esempio, i suoi affreschi per casa Hertenstein a Lucerna o per la Casa della Danza di Basilea si conoscono solo tramite i suoi disegni. Col progredire della sua carriera, aggiunse motivi tratti dal rinascimento italiano.
Molti dei suoi disegni vennero incisi su dei set di armature di Greenwich, inclusa quella personale da torneo di Enrico VIII. Il suo stile continuò a influenzare la produzione di armature inglesi per più di mezzo secolo dopo la sua morte.
Il cartone preparatorio dell'affresco che Holbein realizzò di tutta la famiglia dei Tudor per il palazzo di Whitehall venne realizzato su 25 fogli di carta uniti insieme, ciascuno con un fondo appositamente preparato. Molti dei disegni di Holbein per finestre istoriate, oggetti di metallo, gioielli e armi sono giunti sino a noi. Il tutto dimostra la fluidità e la sua bravura nell'arte del dettaglio.
Il modo di Holbein di disegnare oggetti era di fare degli schizzi preliminari e poi di realizzare ulteriori versioni sempre più precise e dettagliate. Era solito utilizzare decorazioni tradizionali o ornamenti con foglie e decorazioni varie in uso all'epoca. Nel disegno di oggetti preziosi, Holbein lavorò a stretto contatto con altri artigiani come ad esempio degli orafi. I suoi lavori, come suggerito dallo storico dell'arte John North, "mostrano come egli lavorasse senza problemi su ogni tipo di materiale, dando un aspetto realistico agli oggetti come dava espressione personalità ai propri ritratti". Anche se poco si sa del laboratorio di Holbein, gli studiosi sono concordi nel ritenere che i disegni realizzati dall'artista dovessero servire come fonte per i suoi assistenti.

## Eredità e reputazione

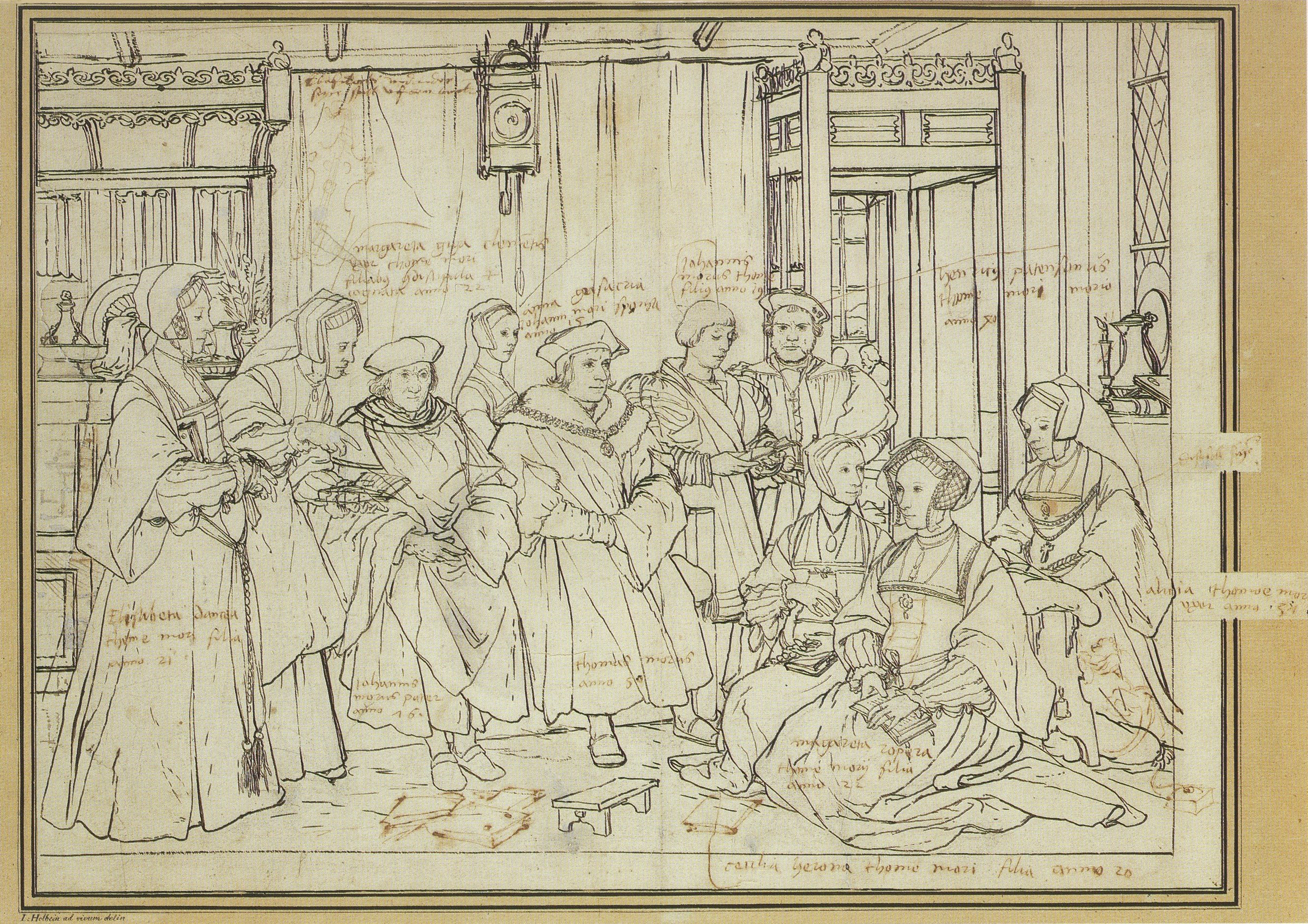
Studio per ritratto della famiglia di Thomas More, c. 1527. Penna e pennello neo su calce, Kunstmuseum, Basilea

La fama di Holbein si dovette in gran parte ai soggetti dei suoi quadri, spesso personaggi importanti o potenti nella loro epoca. Molti dei suoi ritratti sono poi divenute vere e proprie icone culturali. Egli creò ad esempio l'immagine tipica nell'immaginario collettivo di Enrico VIII d'Inghilterra. Nella pittura Enrico viene presentato come un eroe iconico, anche se non viene risparmiata la tirannia del suo carattere. I ritratti che Holbein per altre figure storiche, come nel caso di Erasmo da Rotterdam, Thomas More e Thomas Cromwell, rimangono ancora oggi fissati nell'immaginario collettivo. Lo stesso si può dire di molti lord e lady inglesi oggi a noi noti in immagine solo grazie la sua arte. Per questa ragione, John North ha definito Holbein "il cameraman della storia dei Tudor". In Germania, invece, Holbein è noto principalmente come artista dalla Riforma protestante, e in Europa come rappresentante dell'umanesimo in pittura.
A Basilea, la memoria di Holbein venne perpetuata dall'amico Amerbach e dal figlio di questi, Basilius, che si dedicarono a collezionare le sue opere. Il cosiddetto Amerbach-Kabinett andò poi a formare il cuore della collezione delle opere di Holbein ancora oggi presenti al Kunstmuseum Basel. Molti documenti, soprattutto inglesi, citano Holbein e la sua pittura già nel XVI secolo. L'arcivescovo Matthew Parker (1504–75) osservava come i suoi ritratti fossero "delineati ed esprimevano la piena somiglianza alla realtà della vita". Alla fine del XVI secolo, il ritrattista in miniatura Nicholas Hilliard parlava nel suo trattato Arte della miniatura del debito artistico che questa aveva con Holbein: "il modo di dipingere di Holbein l'ho imitato anche io, dal momento che egli è stato il migliore". Nessuna biografia sulla vita di Holbein venne scritta sino al 1604 quando Karel van Mander scrisse l'opera "Schilder-Boeck" (libro dello stampatore), a tratti poco curato.

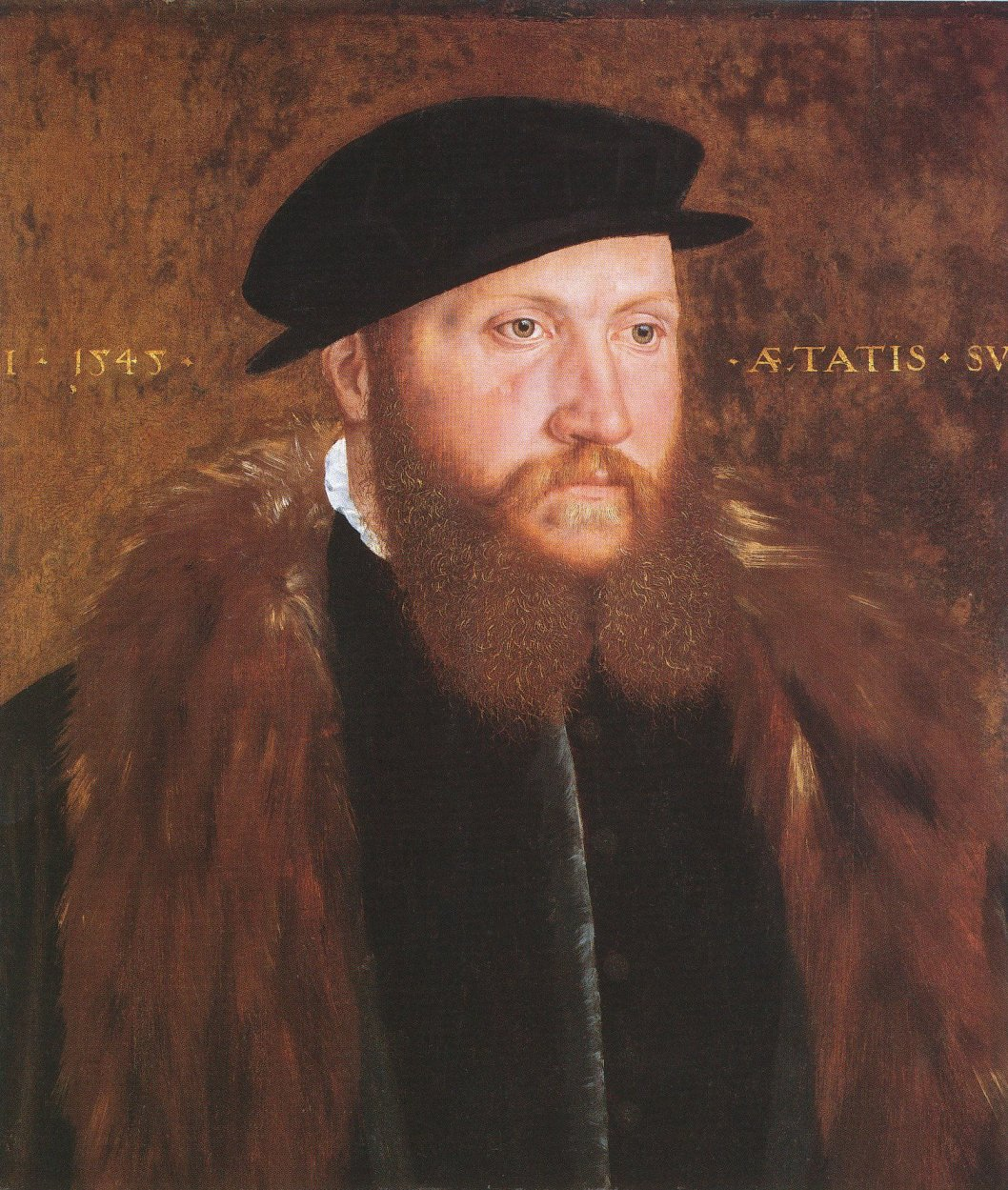
Uomo con cappello nero, John Bettes il Vecchio, 1545. Olio su tavola, Tate Britain, Londra

I seguaci di Holbein produssero copie e versioni differenti delle sue opere, ma egli non fondò mai una vera e propria scuola con degli allievi. Il biografo Derek Wilson lo ha definito uno dei grandi "solisti" della storia dell'arte. L'unico altro artista ad aver adottato pedissequamente le sue tecniche pare sia stato John Bettes il Vecchio, il cui Uomo con cappello nero (1545) ha uno stile particolarmente vicino a quello di Holbein. Gli studiosi hanno lungamente dibattuto anche sul ruolo avuto da Holbein nell'influenzare l'arte inglese. Secondo Foister: "Holbein non ebbe reali successori e pochi imitatori in Inghilterra. La disparità tra i suoi ritratti, sottili e interrogatori di uomini e donne, e i ritratti di Elisabetta I e dei suoi cortigiani può parere estrema, e pertanto è difficile tracciare una vera e propria successione stilistica all'opera di Holbein". A ogni modo la pittura "modern" in Inghilterra si può dire che sia nata proprio con Holbein. Gli artisti dopo di lui si rifecero chiaramente alle opere di Holbein, talvolta in maniera esplicita. Hans Eworth, ad esempio, eseguì due copie in piena scala negli anni '60 del Cinquecento del ritratto che Holbein eseguì di Enrico VIII per Whitehall, includendolo però nello sfondo utilizzato dall'artista di Basilea per l'opera Mary Neville, Lady Dacre. L'influenza di Holbein nella "monumentalità e attenzione alla struttura" si può notare anche nell'opera di Eworths. Secondo la storica dell'arte Erna Auerbach: "l'influenza di Holbein sullo stile della ritrattistica inglese è indubbiamente immensa. Grazie al suo genio, venne creato un prototipo di ritratto che, oltre a soddisfare il cliente, portò la ritrattistica inglese a livello europeo. Divenne il prototipo della ritrattistica di corte inglese durante il periodo rinascimentale".

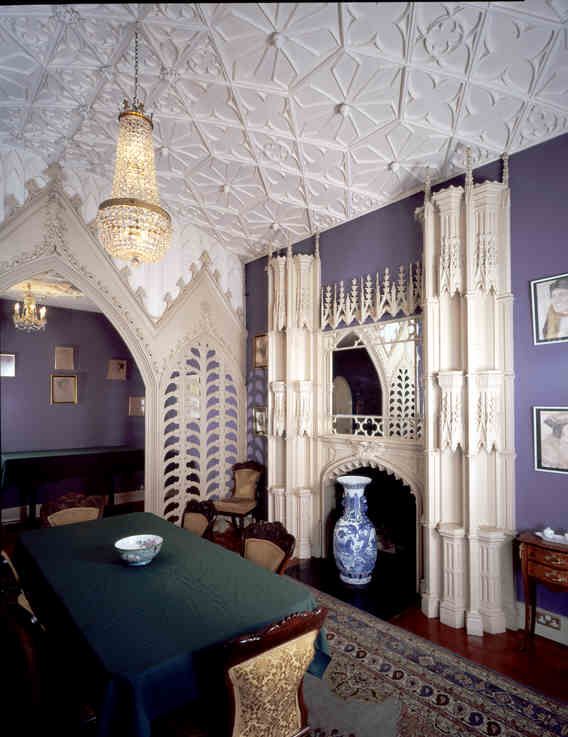
La "Holbein Chamber", realizzata nel XVIII secolo per la residenza di Strawberry Hill House.

A partire dagli anni '20 del Seicento vi fu una riscoperta dei vecchi maestri di pittura inglesi e in particolare Holbein venne recuperato integralmente grazie all'opera accurata di Thomas Howard, conte di Arundel. Gli artisti fiamminghi Anthony van Dyck e Peter Paul Rubens riscoprirono Holbein tramite Arundel. Arundel commissionò delle incisioni derivate dai quadri di Holbein in suo possesso al boemo Wenceslaus Hollar, opere in parte oggi perdute. L'arte di Holbein era apprezzata anche nei Paesi Bassi, dove il commerciante di opee Michel Le Blon divenne un profondo conoscitore di Holbein. Il primo catalogue raisonné delle opere di Holbein venne stilato dal francese Charles Patin e dallo svizzero Sebastian Faesch nel 1656. Esso venne pubblicato in unione all'Elogio della follia di Erasmo da Rotterdam con una biografia poco accurata che dipingeva Holbein come un dissoluto.
Nel XVIII scolo, Holbein ritrovò favore in Europa in quanti ricercavano nella sua arte un antidoto al barocco. In Inghilterra uno dei maggiori conoscitori della sua opera fu Horace Walpole (1717–97) che lo apprezzava come maestro dello stile gotico. Walpole riempì la sua residenza di Strawberry Hill (di stile neogotico) con copie di opere di Holbein oltre a farvi realizzare una sala a lui appositamente dedicata. Dal 1780 circa, vi fu una rivalutazion di Holbein. Un nuovo culto dell'arte sacra dei grandi pittori venne appoggiata dai romantici tedeschi.

## Opere
- Insegna di un maestro di scuola (1516), olio su tavola, 55,5×65,5 cm, Kunstmuseum Basel, Basilea
- Santa Barbara (1516), tavola, 150×47 cm, Alte Pinakothek, Monaco
- Il borgomastro Jakob Meyer e sua moglie (1516), olio su legno di limone, 38,5×30,8 cm, Kunstmuseum Basel, Basilea
- Adamo ed Eva (1517), tempera su carta applicata su tela, 30×35,7 cm, Kunstmuseum Basel, Basilea
- Ritratto della moglie dell'artista? (1517 circa), tempera su tavola, 45×34 cm, Mauritshuis, L'Aia
- Ritratto di Benedikt von Hertenstein (1517), tempera su carta applicata su tavola, 52,4×38,1 cm, Metropolitan Museum, New York
- Ritratto di Bonifacius Amerbach (1519), olio su legno di pino, 28,5×27,4 cm, Kunstmuseum Basel, Basilea
- Dittico con Ecce Homo e Mater Dolorosa (1520 circa), olio su tavola, 29×19,5 cm ciascuno, Kunstmuseum Basel, Basilea
- Il corpo di Cristo morto nella tomba (1521),[180] olio su tavola, 30,5×200 cm, Kunstmuseum Basel, Basilea
- Facce interne degli sportelli dell'Altare Oberried con Adorazione dei pastori e Adorazione dei Magi (1521-1522) 230×109 cm ciascuno, Cattedrale di Friburgo
- Madonna col Bambino e due santi (1522), legno di limone, 140,5×102 cm, Museum der Stadt Solothurn, Solothurn
- Sant'Orsola (1523 circa), tempera su tavola, 96,4×41,9 cm, Staatliche Kunsthalle, Karlsruhe
- Ritratto di Erasmo da Rotterdam che scrive (1523), carta applicata su legno di pino, 36,8×30,5 cm, Kunstmuseum Basel, Basilea
- Ritratto di Erasmo da Rotterdam intento a scrivere (1523), olio su tavola, 42×32 cm, Museo del Louvre, Parigi
- Ritratto di Erasmo da Rotterdam (1523), olio su tavola, 73,6×51,4 cm, National Gallery, Londra (in prestito permanente da una collezione privata)
- Noli me tangere (1524), olio su tavola, 76,8×94,9 cm, Royal Collection, Hampton Court
- Altare della Passione (1524-1525), olio su tavola, 136×31 cm (sportelli esterni), 149,5×31 cm (sportelli interni), Kunstmuseum Basel, Basilea
- Ultima cena (1524-1525), olio su legno di limone, 115,5×97,3 cm, Kunstmuseum Basel, Basilea
- Venere e Amore (1524-1525), olio su legno di limone, 34,6×26,2 cm, Kunstmuseum Basel, Basilea
- Laide di Corinto (1526), olio su tavola, 34,6×26,8 cm, Kunstmuseum Basel, Basilea
- Madonna del borgomastro Meyer (1525-1526 e 1528-1529), olio su legno di limone, 146,5×102 cm, Städelsches Kunstinstitut, Francoforte (già a Schwäbisch Hall, collezione Reinhold Würth, poi a Darmstadt)
- Ritratto di Sir Henry Guildford (1527), olio su legno di quercia, 82,6×66,4 cm, Royal Collection, Castello di Windsor
- Ritratto di Mary Wotton, Lady Guilford (1527), olio su legno di quercia, 87×70,5 cm, Art Museum, Saint Louis
- Ritratto dell'arcivescovo di Canterbury William Warham (1527), olio su legno di quercia, 82×67 cm, Museo del Louvre, Parigi
- Ritratto di Tommaso Moro (1527), tempera su tavola, 74,2×59 cm, Frick Collection, New York
- Sir Brian Tuke (1527 circa), olio su tavola, 49×39 cm, National Gallery of Art, Washington
- Dama con scoiattolo e storno (1527-1528), olio su legno di quercia, 56×38,8 cm, National Gallery, Londra
- Ritratto di Thomas Godsalve con il figlio John (1528), tempera di resina su legno di quercia, 35×36 cm, Gemäldegalerie Alte Meister, Dresda
- Ritratto di Nikolaus Kratzer (1528), olio su legno di quercia, 83×67 cm, Museo del Louvre, Parigi
- Ritratto della moglie con i due figli maggiori (1528-1529) 77×64 cm, Kunstmuseum di Basilea
- Ritratto di Erasmo da Rotterdam (1530), Olio su tavola, 33×25 cm, Galleria Nazionale, Parma
- Ritratto di Hermann Wedigh (1532) olio su tavola, 42,2×32,4 cm, Metropolitan Museum di New York
- Il commerciante Georg Gisze (1532) olio su tavola, Gemäldegalerie di Berlino
- Ritratto di Sir Nicholas Carew (1532-1533), Drumlanrig Castle, Thornhill
- Ambasciatori (1533) - National Gallery, Londra
- Ritratto di Sir Richard Southwell (1536), Galleria degli Uffizi
- Cristina di Danimarca, duchessa di Milano (1538), National Gallery di Londra
- Ritratto di Enrico VIII d'Inghilterra c. (1537) - Museo Thyssen-Bornemisza di Madrid
- Anna di Cleves (1539), Museo del Louvre, Parigi
- Ritratto di Enrico VIII d'Inghilterra a quarantanove anni (1540), Gallerie Nazionali d'Arte Antica di Roma, sede di Palazzo Barberini
- Autoritratto (1542), Galleria degli Uffizi, Firenze
- Altare principale nella Cattedrale di Friburgo in Brisgovia
- Vanitas (1543)

## Reali d'Inghilterra

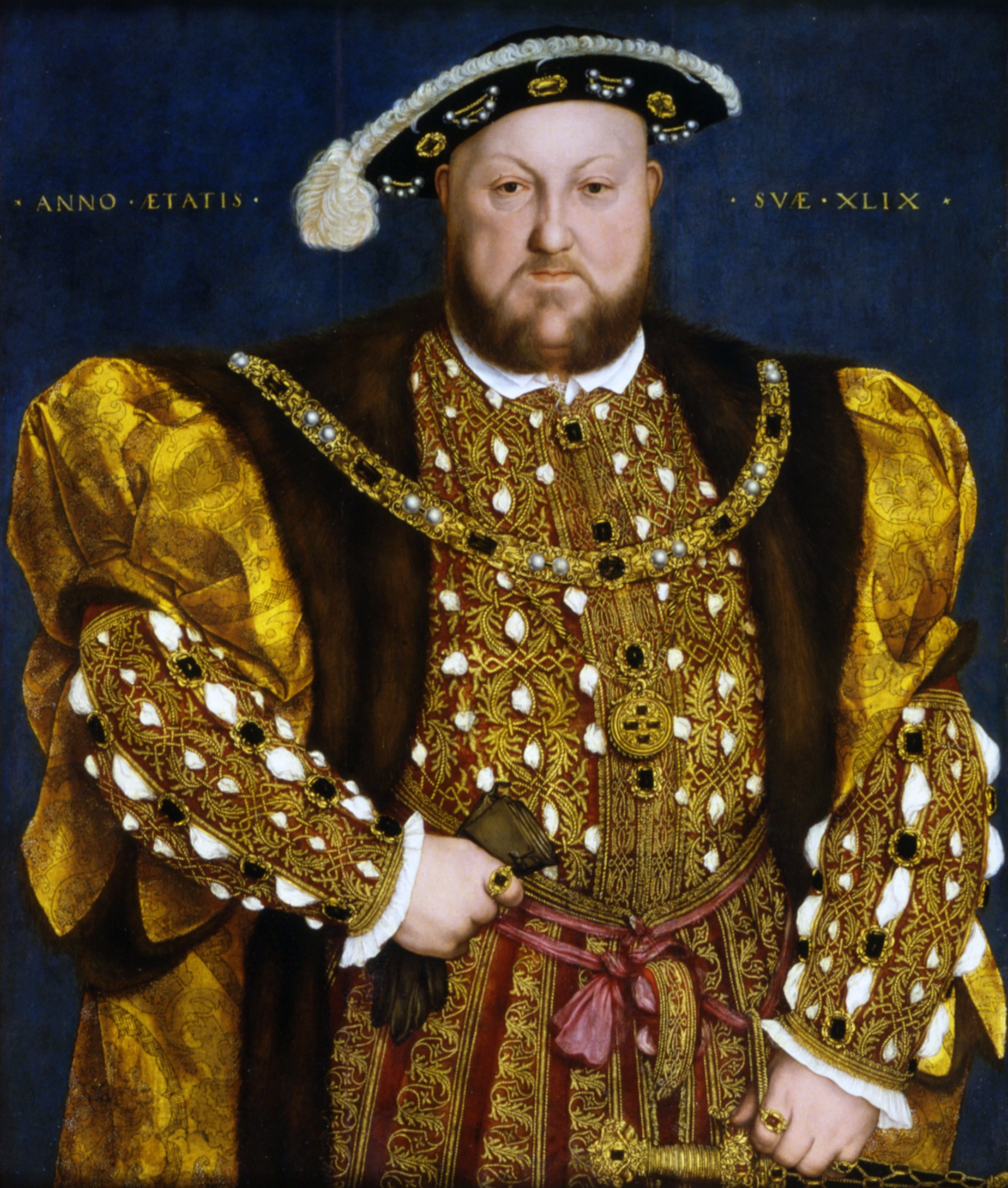
Enrico VIII a quarantanove anni
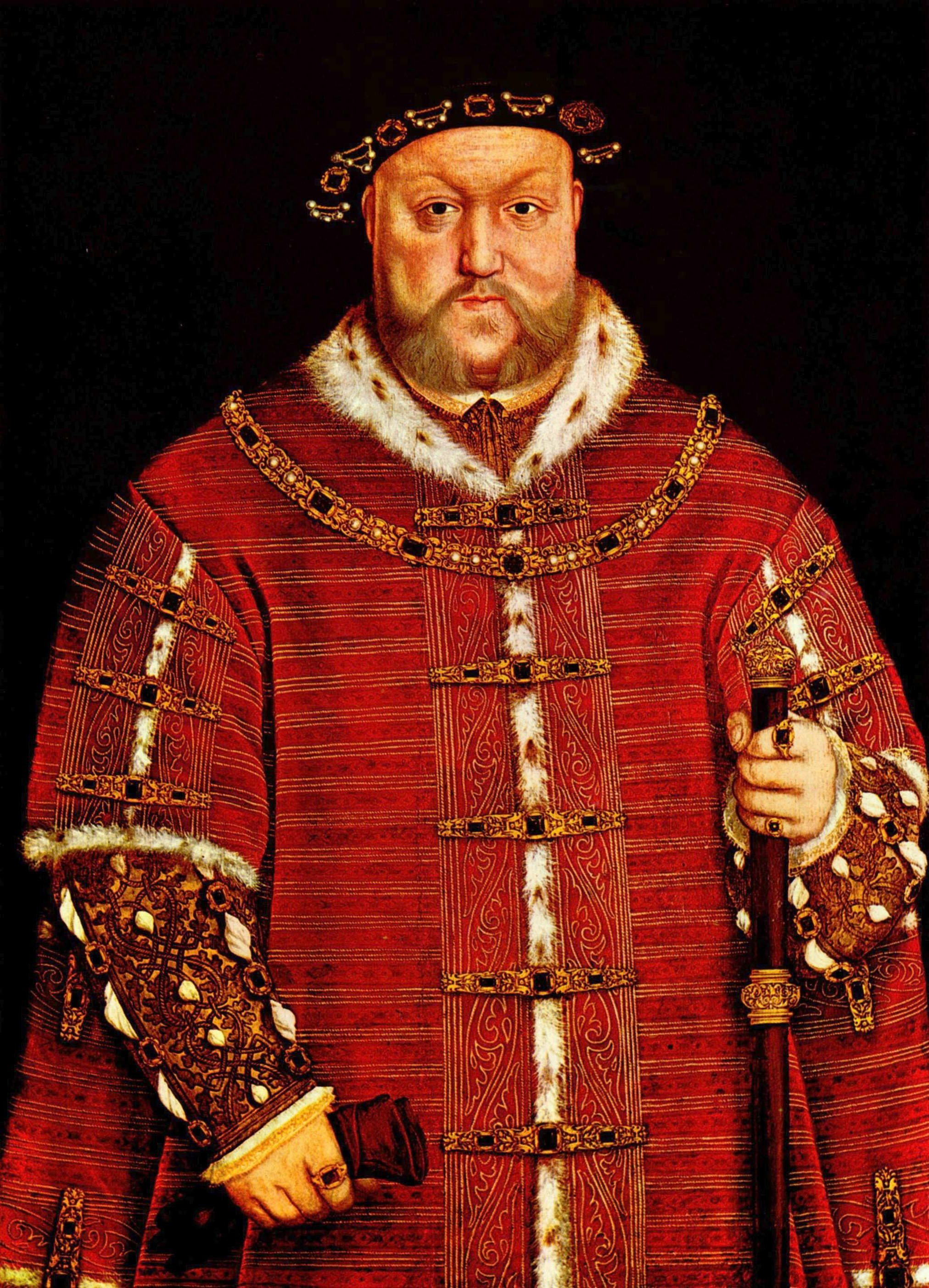
Enrico VIII
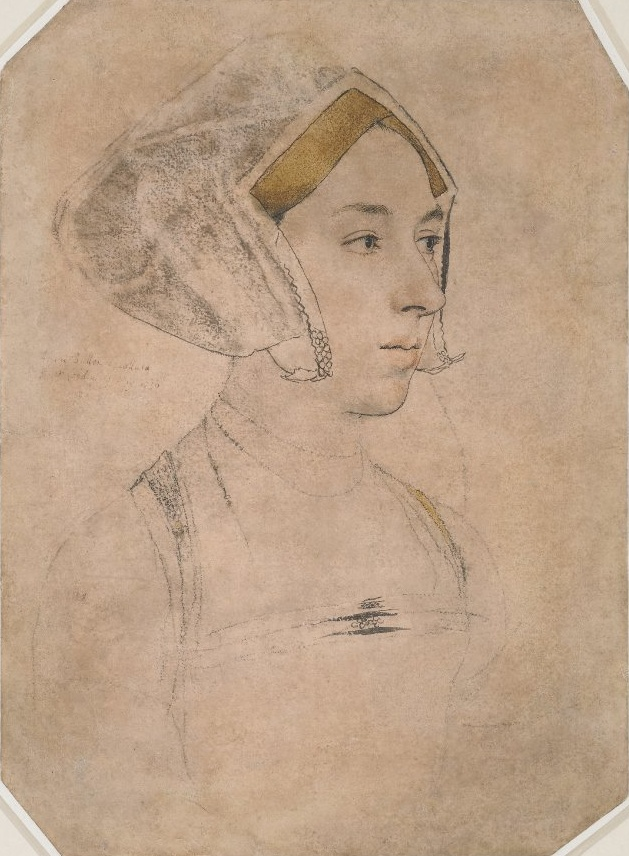
Anna Bolena
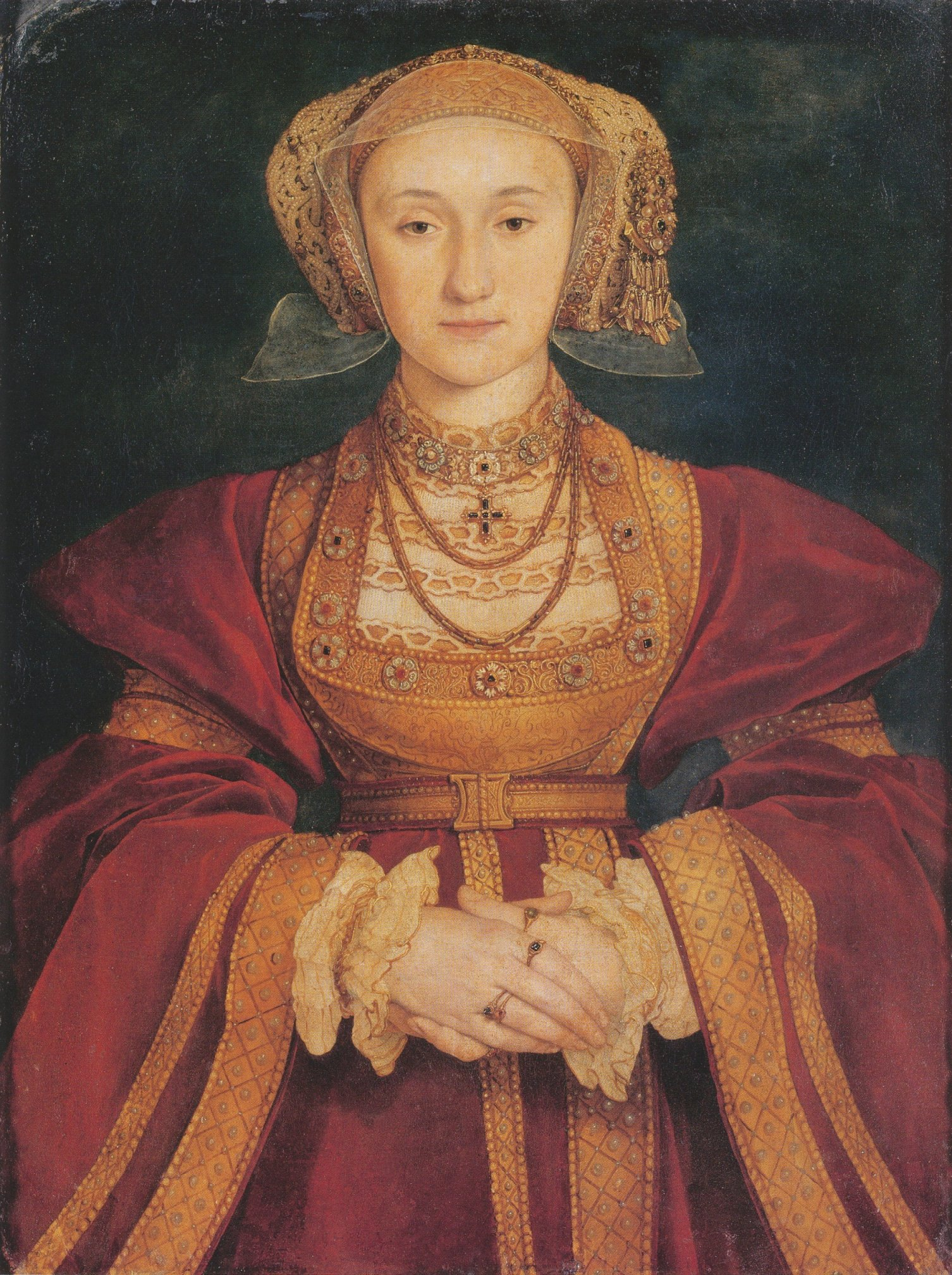
Anna di Clèves
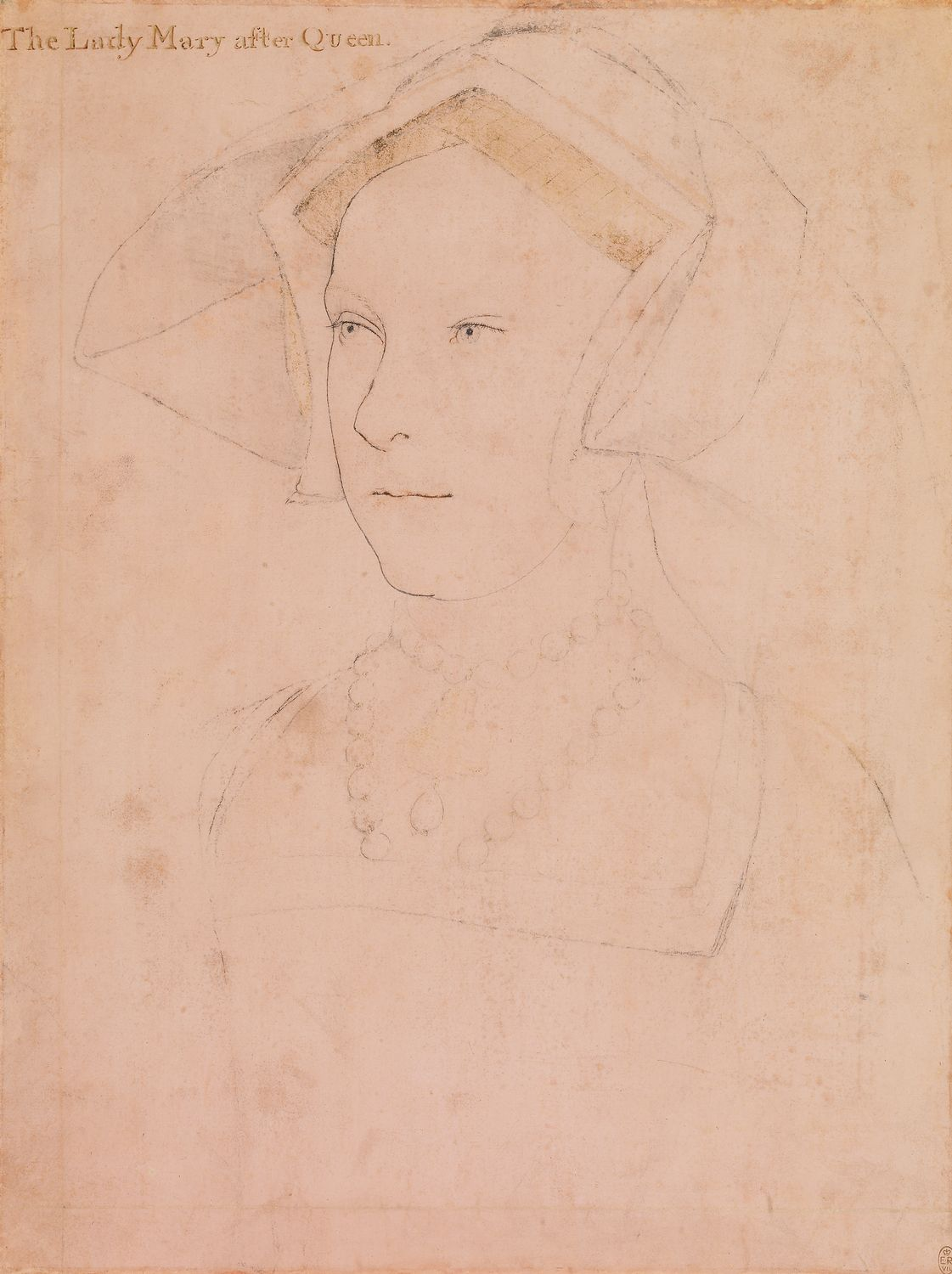
Maria Tudor
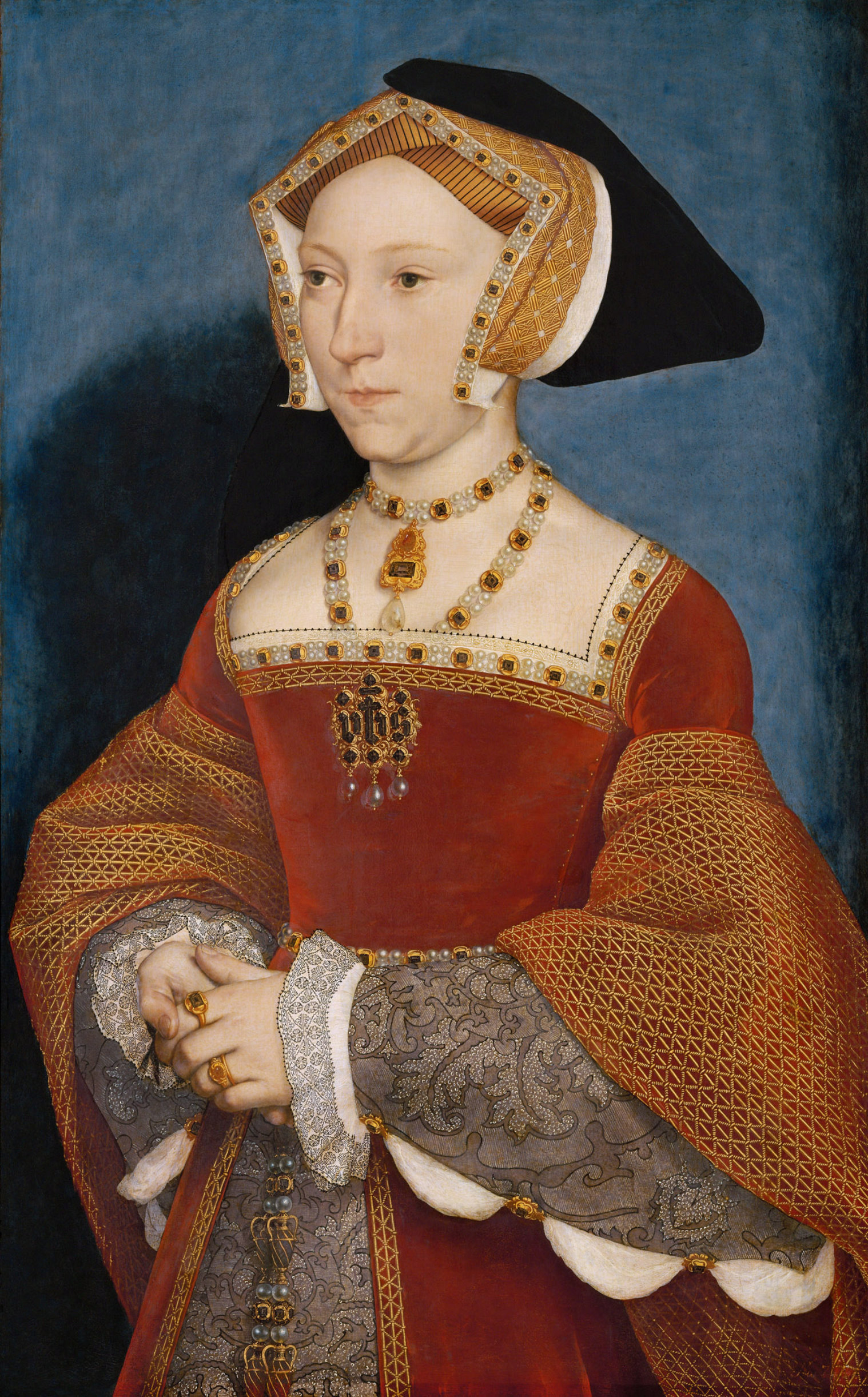
Jane Seymour
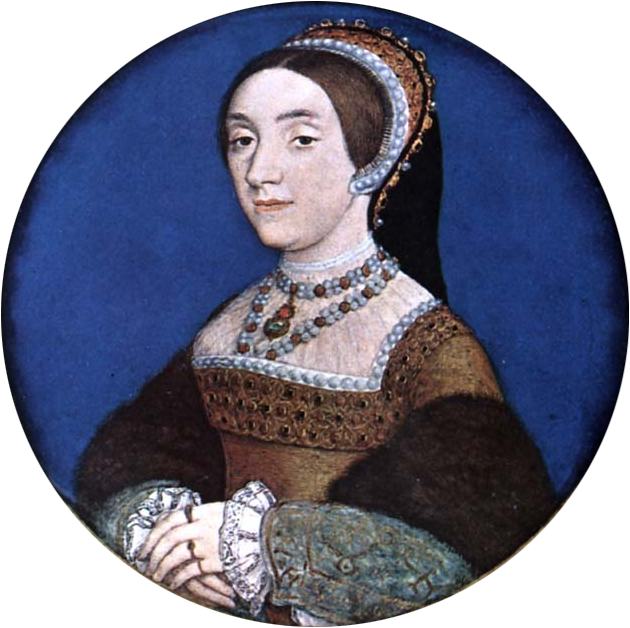
Catherine Howard
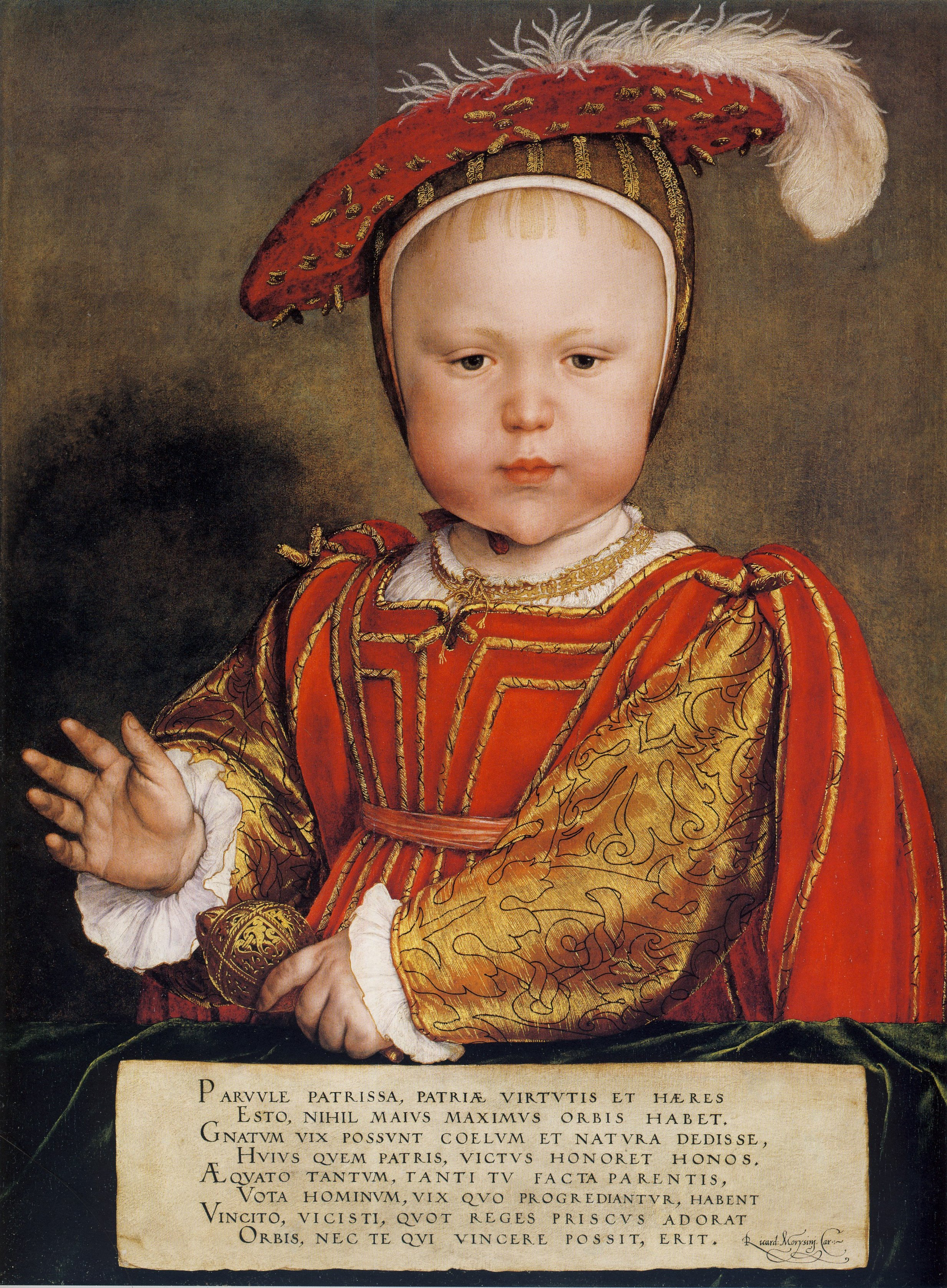
Edoardo VI

## Omaggi
- A Holbein è stato intitolato il cratere Holbein, sulla superficie di Mercurio.